# Bahnstrecke Werdau–Mehltheuer
| Ausschnitt der Streckenkarte Sachsen (1902) |                                   |                                                     |                                                     |
| Streckennummer (DB): | 6652; sä. WMC 6653; sä. WM        |                                                     |                                                     |
| Kursbuchstrecke (DB): | 546                               |                                                     |                                                     |
| Kursbuchstrecke: | 144d (1934) 172b (1946)           |                                                     |                                                     |
| Streckenlänge: | 67,65 km                          |                                                     |                                                     |
| Spurweite: | 1435 mm (Normalspur)              |                                                     |                                                     |
| Streckenklasse: | CM4                               |                                                     |                                                     |
| Maximale Neigung: | 14 ‰                              |                                                     |                                                     |
| Minimaler Radius: | 246 m                             |                                                     |                                                     |
| Streckengeschwindigkeit: | 80 km/h                           |                                                     |                                                     |
| Zweigleisigkeit: | nach Zweitem Weltkrieg demontiert |                                                     |                                                     |
| |                                   |                                                     |                                                     |
| \| \| \| von Hof Hbf \| \| \| \| 0,000 \| Werdau \| 303 m \| \| \| \| nach Leipzig Bayer Bf \| \| \| \| \| Leipzig–Hof \| \| \| \| 1,810 \| Werdau West \| 315 m \| \| \| 1,920 0,000 \| Streckenwechsel 6652/6653 \| Streckenwechsel 6652/6653 \| \| \| 5,710 \| Langenbernsdorf \| 350 m \| \| \| 8,179 \| Teichwolframsdorf \| 355 m \| \| \| \| nach Katzendorf \| \| \| \| 10,400 \| Trünzig \| 363 m \| \| \| 13,804 \| Seelingstädt (b Werdau) Hp \| 330 m \| \| \| 15,520 \| Seelingstädt (b Werdau) \| 330 m \| \| \| \| nach Paitzdorf/zum AB 102 (Wismut-Werkbahn) \| \| \| \| \| AB 102–Braunichswalde (Wismut-Werkbahn) \| \| \| \| 19,198 \| Gauern \| 290 m \| \| \| \| nach Culmitzsch \| \| \| \| 21,060 \| Wolfersdorf (Kr Greiz) \| 260 m \| \| \| 23,240 \| Endschütz (ehem. Bf) \| 250 m \| \| \| \| von Weischlitz \| \| \| \| 27,900 \| Wünschendorf (Elster) \| 213 m \| \| \| \| nach Gera Süd \| \| \| \| \| Gera Süd–Weischlitz \| \| \| \| 29,263 \| Weiße Elster \| Weiße Elster \| \| \| \| von Leipzig-Leutzsch \| \| \| \| 32,580 \| Weida \| 258 m \| \| \| \| \| \| \| \| 33,004 \| Viadukt Oschütztal (255 m, seit 1984 außer Betrieb) \| Viadukt Oschütztal (255 m, seit 1984 außer Betrieb) \| \| \| \| nach Probstzella \| \| \| \| \| Abzweig seit Viaduktsperrung \| \| \| \| 33,810 \| Weida Mitte (seit 2002) \| Weida Mitte (seit 2002) \| \| \| 34,271 \| Tunnel Osterburg (79 m) \| Tunnel Osterburg (79 m) \| \| \| 34,920 \| Weida Altstadt (ehem. Bf) \| 244 m \| \| \| 35,867 \| Vipsburgtunnel (71 m) \| Vipsburgtunnel (71 m) \| \| \| 39,350 \| Loitsch-Hohenleuben \| Loitsch-Hohenleuben \| \| \| 40,780 \| Tunnel Schüptitz (97 m, abgetragen) \| Tunnel Schüptitz (97 m, abgetragen) \| \| \| 41,600 \| Schüptitz \| Schüptitz \| \| \| 43,600 \| Hohenleuben \| Hohenleuben \| \| \| 45,800 \| Triebes \| Triebes \| \| \| 46,750 \| Triebes \| 342 m \| \| \| \| von Zeulenroda ob Bf \| \| \| \| 49,740 \| Zeulenroda unt Bf \| 365 m \| \| \| 53,790 \| Pöllwitz \| 405 m \| \| \| 60,790 \| Pausa (ehem. Bf) \| 477 m \| \| \| 65,250 \| Bernsgrün (bis 2011) \| 502 m \| \| \| \| von Leipzig Bayer Bf \| \| \| \| 67,653 \| Mehltheuer \| 509 m \| \| \| \| nach Hof Hbf \| \| \| \| \| \| \| \| Quellen: [1][2][3] \| \| \| \| |                                   |                                                     |                                                     |
| Strecke |                                   | von Hof Hbf                                         | von Hof Hbf                                         |
| Bahnhof | 0,000                             | Werdau                                              | 303 m                                               |
| Abzweig ehemals geradeaus und nach links |                                   | nach Leipzig Bayer Bf                               | nach Leipzig Bayer Bf                               |
| Kreuzung geradeaus oben (Strecke geradeaus außer Betrieb) |                                   | Leipzig–Hof                                         | Leipzig–Hof                                         |
| Haltepunkt / Haltestelle | 1,810                             | Werdau West                                         | 315 m                                               |
| Kilometer-Wechsel | 1,920 0,000                       | Streckenwechsel 6652/6653                           | Streckenwechsel 6652/6653                           |
| Bahnhof | 5,710                             | Langenbernsdorf                                     | 350 m                                               |
| Bahnhof | 8,179                             | Teichwolframsdorf                                   | 355 m                                               |
| Abzweig geradeaus und ehemals nach links |                                   | nach Katzendorf                                     | nach Katzendorf                                     |
| Haltepunkt / Haltestelle | 10,400                            | Trünzig                                             | 363 m                                               |
| Haltepunkt / Haltestelle | 13,804                            | Seelingstädt (b Werdau) Hp                          | 330 m                                               |
| Betriebs-/Güterbahnhof Strecke bis hier außer Betrieb | 15,520                            | Seelingstädt (b Werdau)                             | 330 m                                               |
| Abzweig ehemals geradeaus, nach links und nach rechts |                                   | nach Paitzdorf/zum AB 102 (Wismut-Werkbahn)         | nach Paitzdorf/zum AB 102 (Wismut-Werkbahn)         |
| Kreuzung geradeaus unten (Strecke geradeaus außer Betrieb) |                                   | AB 102–Braunichswalde (Wismut-Werkbahn)             | AB 102–Braunichswalde (Wismut-Werkbahn)             |
| Bahnhof (Strecke außer Betrieb) | 19,198                            | Gauern                                              | 290 m                                               |
| Abzweig geradeaus und nach links (Strecke außer Betrieb) |                                   | nach Culmitzsch                                     | nach Culmitzsch                                     |
| Haltepunkt / Haltestelle (Strecke außer Betrieb) | 21,060                            | Wolfersdorf (Kr Greiz)                              | 260 m                                               |
| Haltepunkt / Haltestelle (Strecke außer Betrieb) | 23,240                            | Endschütz (ehem. Bf)                                | 250 m                                               |
| Abzweig ehemals geradeaus und von links |                                   | von Weischlitz                                      | von Weischlitz                                      |
| Bahnhof | 27,900                            | Wünschendorf (Elster)                               | 213 m                                               |
| Abzweig ehemals geradeaus und nach links |                                   | nach Gera Süd                                       | nach Gera Süd                                       |
| Kreuzung geradeaus oben (Strecke geradeaus außer Betrieb) |                                   | Gera Süd–Weischlitz                                 | Gera Süd–Weischlitz                                 |
| Brücke über Wasserlauf (Strecke außer Betrieb) | 29,263                            | Weiße Elster                                        | Weiße Elster                                        |
| Abzweig ehemals geradeaus und von rechts |                                   | von Leipzig-Leutzsch                                | von Leipzig-Leutzsch                                |
| Bahnhof | 32,580                            | Weida                                               | 258 m                                               |
| Verschwenkung von links · Verschwenkung von rechts (Strecke außer Betrieb) |                                   |                                                     |                                                     |
| Strecke · Brücke (Strecke außer Betrieb) | 33,004                            | Viadukt Oschütztal (255 m, seit 1984 außer Betrieb) | Viadukt Oschütztal (255 m, seit 1984 außer Betrieb) |
| Abzweig geradeaus und nach rechts · Strecke (außer Betrieb) |                                   | nach Probstzella                                    | nach Probstzella                                    |
| Verschwenkung nach links · Verschwenkung nach rechts (Strecke außer Betrieb) |                                   | Abzweig seit Viaduktsperrung                        | Abzweig seit Viaduktsperrung                        |
| Haltepunkt / Haltestelle | 33,810                            | Weida Mitte (seit 2002)                             | Weida Mitte (seit 2002)                             |
| Tunnel | 34,271                            | Tunnel Osterburg (79 m)                             | Tunnel Osterburg (79 m)                             |
| Haltepunkt / Haltestelle | 34,920                            | Weida Altstadt (ehem. Bf)                           | 244 m                                               |
| Tunnel | 35,867                            | Vipsburgtunnel (71 m)                               | Vipsburgtunnel (71 m)                               |
| Bahnhof | 39,350                            | Loitsch-Hohenleuben                                 | Loitsch-Hohenleuben                                 |
| | 40,780                            | Tunnel Schüptitz (97 m, abgetragen)                 | Tunnel Schüptitz (97 m, abgetragen)                 |
| Haltepunkt / Haltestelle | 41,600                            | Schüptitz                                           | Schüptitz                                           |
| Haltepunkt / Haltestelle | 43,600                            | Hohenleuben                                         | Hohenleuben                                         |
| Haltepunkt / Haltestelle | 45,800                            | Triebes                                             | Triebes                                             |
| ehemaliger Bahnhof | 46,750                            | Triebes                                             | 342 m                                               |
| Abzweig geradeaus und ehemals von rechts |                                   | von Zeulenroda ob Bf                                | von Zeulenroda ob Bf                                |
| Bahnhof | 49,740                            | Zeulenroda unt Bf                                   | 365 m                                               |
| ehemaliger Bahnhof | 53,790                            | Pöllwitz                                            | 405 m                                               |
| Haltepunkt / Haltestelle | 60,790                            | Pausa (ehem. Bf)                                    | 477 m                                               |
| ehemaliger Haltepunkt / Haltestelle | 65,250                            | Bernsgrün (bis 2011)                                | 502 m                                               |
| Abzweig geradeaus und von links |                                   | von Leipzig Bayer Bf                                | von Leipzig Bayer Bf                                |
| Bahnhof | 67,653                            | Mehltheuer                                          | 509 m                                               |
| Strecke |                                   | nach Hof Hbf                                        | nach Hof Hbf                                        |
| |                                   |                                                     |                                                     |
| Quellen: |                                   |                                                     |                                                     |

Die Bahnstrecke Werdau–Mehltheuer ist eine Nebenbahn in Sachsen und Thüringen, die ursprünglich von den Königlich Sächsischen Staatseisenbahnen erbaut und betrieben wurde. Der von Werdau über Wünschendorf nach Weida verlaufende Abschnitt ist heute stillgelegt. Zwischen Weida und Mehltheuer ist die Strecke Teil der Verbindung Gera–Hof (Saale).

## Geschichte

### Bis 1945
Der Abschnitt Werdau–Wünschendorf–Weida wurde bereits am 29. August 1876 von den Sächsischen Staatseisenbahnen eröffnet.
Der Abschnitt nach dem heute zur Gemeinde Rosenbach/Vogtl. gehörenden Mehltheuer hat eine umfangreichere Baugeschichte: Demnach datieren erste Planungen auf das Jahr 1864, die mit einer geplanten Fortführung der 1859 von der Thüringischen Eisenbahn-Gesellschaft eröffneten Strecke Weißenfels–Zeitz–Gera im Zusammenhang standen und am Widerstand Bayerns scheiterten. Die Mehltheuer-Weidaer Eisenbahn-Gesellschaft (MWE) konstituierte sich 1872 in Plauen mit dem Ziel, eine Eisenbahnlinie zu bauen, die kürzer wäre als die bestehende Staatsbahnverbindung von Leipzig über Plauen nach Hof und Eger. Die Strecke sollte am Bahnhof Weida im Großherzogtum Sachsen-Weimar-Eisenach von der Strecke Gera–Saalfeld der Thüringischen Eisenbahn-Gesellschaft abzweigen und in südlicher Richtung durch das Gebiet des Fürstentums Reuß jüngerer Linie bei Hohenleuben und Triebes zum unteren Bahnhof von Zeulenroda führen, der zum Fürstentum Reuß älterer Linie gehörte. Schließlich sollte sie das sächsische Vogtland bei Pausa erreichen und nach 35 Kilometern in Mehltheuer an der Staatsbahn Leipzig–Hof enden. Deshalb wurden Staatsverträge zwischen den vier beteiligten Regierungen abgeschlossen und die entsprechenden Konzessionen erteilt.
Als die Bauarbeiten begannen, traten wirtschaftliche Schwierigkeiten auf. Auch die Übergabe an den „Eisenbahnkönig“ Bethel Henry Strousberg half nichts, denn – so heißt es in einer zeitgenössischen Darstellung – „wie bekannt, verhüllte aber auch diesem genialen Eisenbahnunternehmer in jener Zeit Fortuna ihr Antlitz“. 1876 kam es zum Konkurs der MWE, und der sächsische Staat erwarb die Bahn. Er baute sie nur zur Sekundärbahn aus und eröffnete den Betrieb von Weida Altstadt bis Mehltheuer am 15. November 1883. Der Abschnitt Weida–Weida Altstadt folgte 1884.
Später, 1913 (Triebes–Zeulenroda) und vor allem in den 1930er Jahren wurde die Gesamtstrecke Werdau–Weida–Mehltheuer teilweise zweigleisig als Hauptbahn ausgebaut, zum Beispiel zwischen Loitsch-Hohenleuben und Triebes. In diesem Zusammenhang wurden die beiden Stellwerke in Loitsch-Hohenleuben und das nördliche Stellwerk in Triebes im Baustil der 1930er Jahre neu errichtet.

### Nach 1945

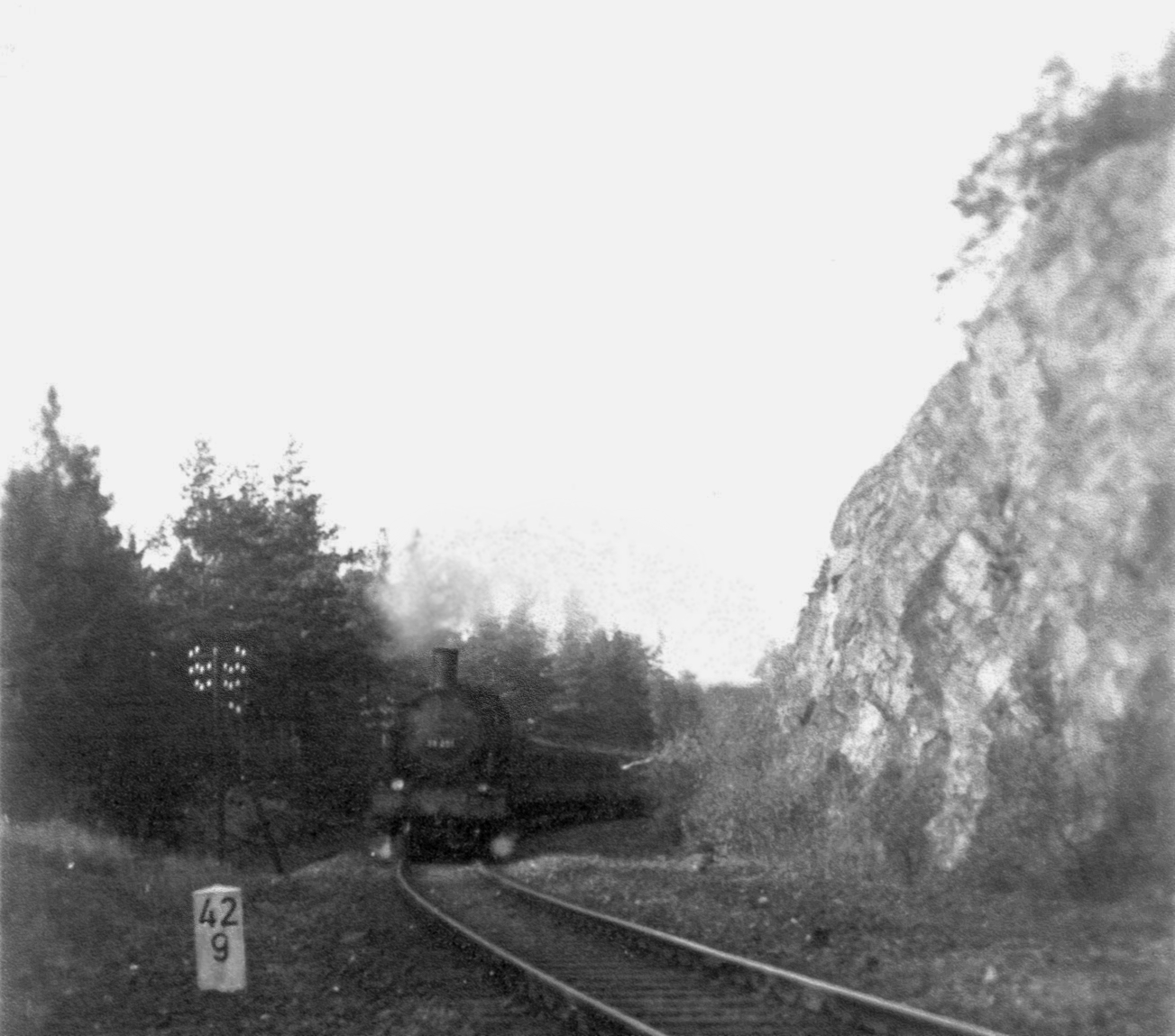
Personenzug am Roten Felsen bei Hohenleuben (1953),
auf der Seite des Felsens lag das demontierte zweite Gleis.

Die Schäden durch den Zweiten Weltkrieg hielten sich in Grenzen, allerdings wurde die Elsterbrücke bei Wünschendorf gesprengt. Im Rahmen der Reparationsleistungen wurde nach 1945 das zweite Gleis demontiert, auch heute ist die Strecke weiterhin eingleisig und nicht elektrifiziert. In den ersten Nachkriegsjahren war der Fahrplan sehr dünn: Der Fahrplan von 1947 wies an Werktagen zwischen Wünschendorf und Zeulenroda nur drei Zugpaare auf, auf den anderen beiden Teilen waren es immerhin vier. Es verkehrten zwei durchgehende Zugpaare (eines an Sonn- und Feiertagen), wobei die Fahrzeit bei etwa 3 Stunden und 30 Minuten lag.
Von 1953 bis zur Stilllegung vor 1962 verkehrten über einen Gleisanschluss von Katzendorf nach Teichwolframsdorf und von dort weiter zu den sächsischen Aufbereitungsbetrieben Uranerzzüge als Ganzzüge oder in Wagengruppen. 1957 begann in Gauern die Verladung des im Tagebau Culmitzsch geförderten Uranerzes und der Abtransport zur Weiterverarbeitung nach Lengenfeld, Dresden-Gittersee, Tannenbergsthal und Crossen bei Zwickau. Am 11. September 1958 ging eine 2,2 km lange Anschlussbahn von Gauern zum Verladebahnhof Culmitzsch in Betrieb, die bereits 1966 wieder stillgelegt wurde. Als 1960 das „Neue Fabrik“ genannte Aufbereitungswerk (AB) 102 in Seelingstädt eröffnet wurde, wurden die Culmitzscher Erzverkehre ab dem Bahnhof Seelingstädt rückwärts über die „Taigakurve“ in das Werk geleitet.
Da auch auf der benachbarten Hauptbahn, der Bahnstrecke Leipzig–Hof, bis in die 1970er Jahre hinein das zweite Gleis infolge der Demontagen fehlte, wurden zeitweise Fernzüge über die Strecke Mehltheuer–Weida und teilweise über die Fortsetzung nach Werdau geleitet. Dazu gehörte zum Beispiel 1967 der D 145 München–Dresden. In den 1970er Jahren wurde fahrplanmäßig noch das Zugpaar D 308/309 von Berlin nach München über den Abschnitt Weida–Mehltheuer geleitet und in den 1980er Jahren bei Bauarbeiten an den Hauptstrecken über Probstzella und Gutenfürst noch außerplanmäßig einige Transitzüge. Der Fahrplan 1988/1989 listete an Samstagen noch ein Kurswagenpaar von Zwickau über Wünschendorf und Gera nach Bad Salzungen auf. Im Güterverkehr fuhren – sofern nicht dem täglich mehrfachen Nahgüterzugdienst Gera–Mehltheuer–Gera beigegeben – bedarfsweise TEEM-Züge nach Seddin oder leere Kesselwagenzüge.
Von 1995 bis 1999 verkehrte auf dem Abschnitt Weida–Mehltheuer ein Interregio-Zugpaar der Relation Gera–Karlsruhe, wodurch die Strecke für eine kurze Zeit wieder eine Fernzugverbindung bekam. Das Zugpaar hielt in Weida und Zeulenroda, jedoch nicht in Mehltheuer. Über den Abschnitt Wünschendorf–Werdau wurden gelegentlich Interregio-Züge umgeleitet, wenn die Hauptbahn Gera–Gößnitz–Glauchau oder Teile davon wegen Bauarbeiten gesperrt waren.
Zum 1. Mai 1997 genehmigte das Eisenbahn-Bundesamt (EBA) die Stilllegung des Abschnitts Wünschendorf–Weida, der Güterverkehr ruhte bereits ab dem 31. Januar 1996 und der Personenverkehr seit dem 2. Juni des gleichen Jahres. Damit war die Strecke nicht mehr durchgängig befahrbar. Für diesen Abschnitt stellte die Deutsche Bahn AG am 18. Juli 2012 beim Eisenbahn-Bundesamt einen Antrag auf Abbau der Gleise (km 28,5 bis 31,9).

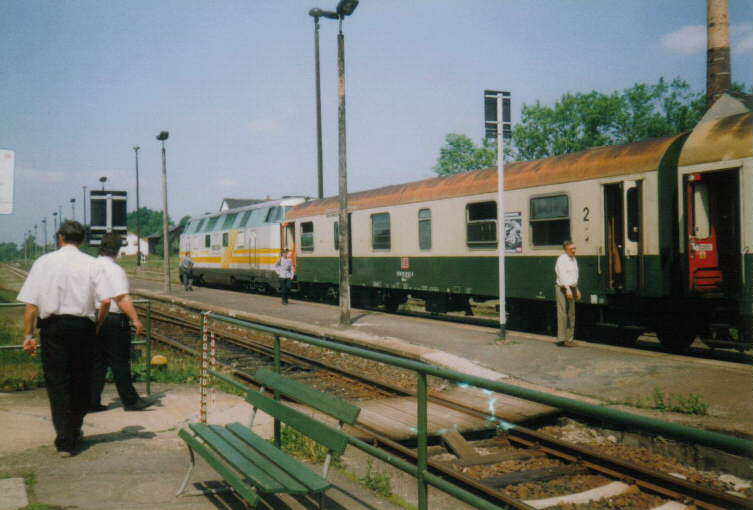
Letzter Betriebstag auf dem Bahnhof Seelingstädt (Strecke Wünschendorf–Werdau) am 29. Mai 1999

1998 wurde auf dem Abschnitt Wünschendorf–Werdau ein Regionalexpress-Verkehr der Relation Gera–Zwickau im Vierstundentakt eingeführt, wobei nur noch die Unterwegsbahnhöfe Seelingstädt, Teichwolframsdorf und Werdau West bedient wurden. Zum Einsatz kam die DR-Baureihe 119, die mit ihren zwei UIC-Z-Abteilwagen deutlich unterfordert war.
Bereits vor der Einführung dieser Regionalexpressverbindung Zwickau–Werdau–Wünschendorf–Gera wurde das Reiseangebot derart ausgedünnt, dass die noch verkehrenden Züge aufgrund ihrer unangemessenen Fahrplanlage und fehlenden Verkehrshalte kaum genutzt wurden. An Sonntagen wurde im Fahrplanjahr 1998/1999 gar keine Reisezugverbindung mehr angeboten. So wurde die Begründung, die letztlich zur Einstellung des Reiseverkehrsangebot führte, bewusst herbeigeführt. Eine bereits vorbereitete und begonnene Instandsetzung der Streckenabschnitte zwischen den Bahnstationen Werdau West, Langenbernsdorf und Teichwolframsdorf wurde abgebrochen und nicht konsequent durchgeführt, sodass mittels Geschwindigkeitsbeschränkungen (stellenweise bis auf 10 km/h) der Bahnverkehr blockiert und weiter heruntergewirtschaftet wurde. Die Deutsche Bahn AG sparte im Fahrplanjahr 1998/1999 auch an örtlichen Personalen. So wurde bei Teichwolframsdorf als Ersatz für den fehlenden Fahrdienstleiter an den Halt zeigenden Einfahrsignalen planmäßig mit schriftlich ausgestelltem Befehl vorbeigefahren.
Mangelnde Nachfrage und ein schlechter Zustand der Gleise führten am 30. Mai 1999 zur Einstellung des als „langsamster Regionalexpress“ der Deutschen Bahn bekannt gewordenen Zugs und damit des Gesamtreiseverkehrs. Zum 15. November 2000 wurde die Stilllegung durch das EBA verfügt. Seither gab es immer wieder Initiativen zur Wiederinbetriebnahme, die allerdings erfolglos blieben. Da beim Bau der Werdauer Umgehungsstraße auf ein Überführungsbauwerk verzichtet wurde, ist die Trasse außerdem zwischen Werdau West und Werdau unterbrochen. Weiterhin wurde das Überführungsbauwerk über die Bahnstrecke Leipzig–Hof in Werdau entfernt. Offiziell nicht stillgelegt ist der Abschnitt zwischen Seelingstädt und Gauern, der in ein Nebengleis des Bahnhofs Seelingstädt umgewandelt wurde; hier fand noch bis Anfang 2003 die Bedienung eines Kunden in Gauern durch die Wismut-Eisenbahn statt. Im Juni 2007 pachtete die Deutsche Regionaleisenbahn (DRE) die Strecke von der DB Netz AG und übergab sie dem Eisenbahnförderverein „Friedrich List“ in Zwickau, damit dieser sie so herrichtet, dass der Zugbetrieb zwischen Werdau West und Wünschendorf/Elster wieder aufgenommen werden kann.
Die Entwicklung nach der Stilllegung der Strecke Werdau–Wünschendorf/Elster:
Nach der Stilllegung des Streckenabschnitts Wünschendorf/Elster – Werdau West wurde das Projekt „Werdauer Waldeisenbahn“ entwickelt. Der Streckenabschnitt wurde durch den Eisenbahnförderverein ab 2007 schrittweise wieder ertüchtigt. Anfang September 2007 wurde der Betrieb mit einer historischen Handhebeldraisine zwischen Teichwolframsdorf und Langenbernsdorf aufgenommen. Im Mai 2010 verkehrte die Handhebeldraisine bereits fahrplanmäßig fünf Mal an vier Wochenenden zwischen Werdau/West – Langenbernsdorf – Teichwolframsdorf und in Gegenrichtung. Diese Zwischenlösung wirkte sich sehr positiv auf die Akzeptanz und die Entwicklung der Werdauer Waldbahn und der integrierten Tourismusregion aus. Ab 2012 wurde gelegentlich auch eine Dampfdraisine fahrplanmäßig in den Schienenverkehr mit eingebunden.
Nachdem auf der Strecke Weida–Mehltheuer von 2000 bis 2003 die Vogtlandbahn den Personenverkehr betrieben hatte, verkehrten bis Juni 2012 Züge der DB Regio. Im Jahr 2006 fuhr alle zwei Stunden die Regionalbahn-Linie 103 Gera–Mehltheuer, die an allen Stationen hielt, an einigen jedoch nur bei Bedarf. Hinzu kam bis Dezember 2006 die alle vier Stunden verkehrende Regional-Express-Linie 12 Leipzig–Gera–Hof (–München). Wegen des Laufwegs von Sachsen durch Sachsen-Anhalt und Thüringen nach Bayern wurde diese Linie auch Vier-Länder-Express genannt. Im Zwischentakt der RE verkehrten RB der Regionalbahn-Linie 103 von Gera nach Zeulenroda, von denen einige Züge direkt von und nach Leipzig mit der Regionalbahn-Linie 51 ab Weida durchgebunden waren. Seit dem Fahrplanwechsel am 11. Dezember 2011 werden die Bedarfshalte Pöllwitz und Bernsgrün nicht mehr bedient. Zu diesem Zeitpunkt sah der Fahrplan montags bis freitags auf dem Abschnitt von Weida nach Zeulenroda noch zehn Regionalbahn-Zugpaare und auf der gesamten Strecke vier Regionalexpress-Zugpaare – zwei davon mit Laufweg über Hof hinaus bis Regensburg – vor.
Am 10. Juni 2012 übernahm die Erfurter Bahn (EB) alle Leistungen im Schienenpersonennahverkehr und führte alle Fahrten als Linie EBx 13 (Erfurter Bahn Express) durch. Während in Pöllwitz bei Bedarf zunächst noch Zugkreuzungen, aber keine Fahrgasthalte mehr stattfanden, wurde der Halt in Schüptitz nach Bürgerprotesten wieder eingeführt.
Der Fahrplan ab 2020 sieht aktuell 10 Zugpaare täglich vor, von denen fast alle wieder über Zeulenroda hinaus bis Hof durchfahren und von bzw. nach Leipzig durch gebunden sind.
Diese Züge von Hof werden dank des neuen Zwischensignals am Gleis 2 im Bahnhof Weida mit den Zügen aus Saalfeld gekuppelt um dann gemeinsam über Gera bis Leipzig zu verkehren. Umgekehrt werden dann im Bahnhof Weida die Züge aus Leipzig geflügelt nach Saalfeld und Hof.
Am 3. August 2012 beantragte die DB Netz AG eine planrechtliche Entscheidung über den Rückbau der Strecke zwischen den Bahnhöfen Wünschendorf/Elster und Weida, Bahn-km 28,500 bis Bahn km 31,900, beim Eisenbahn-Bundesamt.
Die Deutsche Bahn verkaufte 2014 den Abschnitt Werdau–Wünschendorf an die SIRE Sächsisches Institut für Regionalentwicklung und Energiewirtschaft AG.
Im Zuge einer anstehenden Streckenmodernisierung und der Errichtung von elektronischen Stellwerken wurde beantragt, lediglich je ein Kreuzungsgleis in den Bahnhöfen Loitsch-Hohenleuben und Zeulenroda unt Bf zu erhalten. Der Bahnhof Pöllwitz wurde aufgelassen und der Bahnsteig abgetragen.

## Streckenbeschreibung

### Verlauf

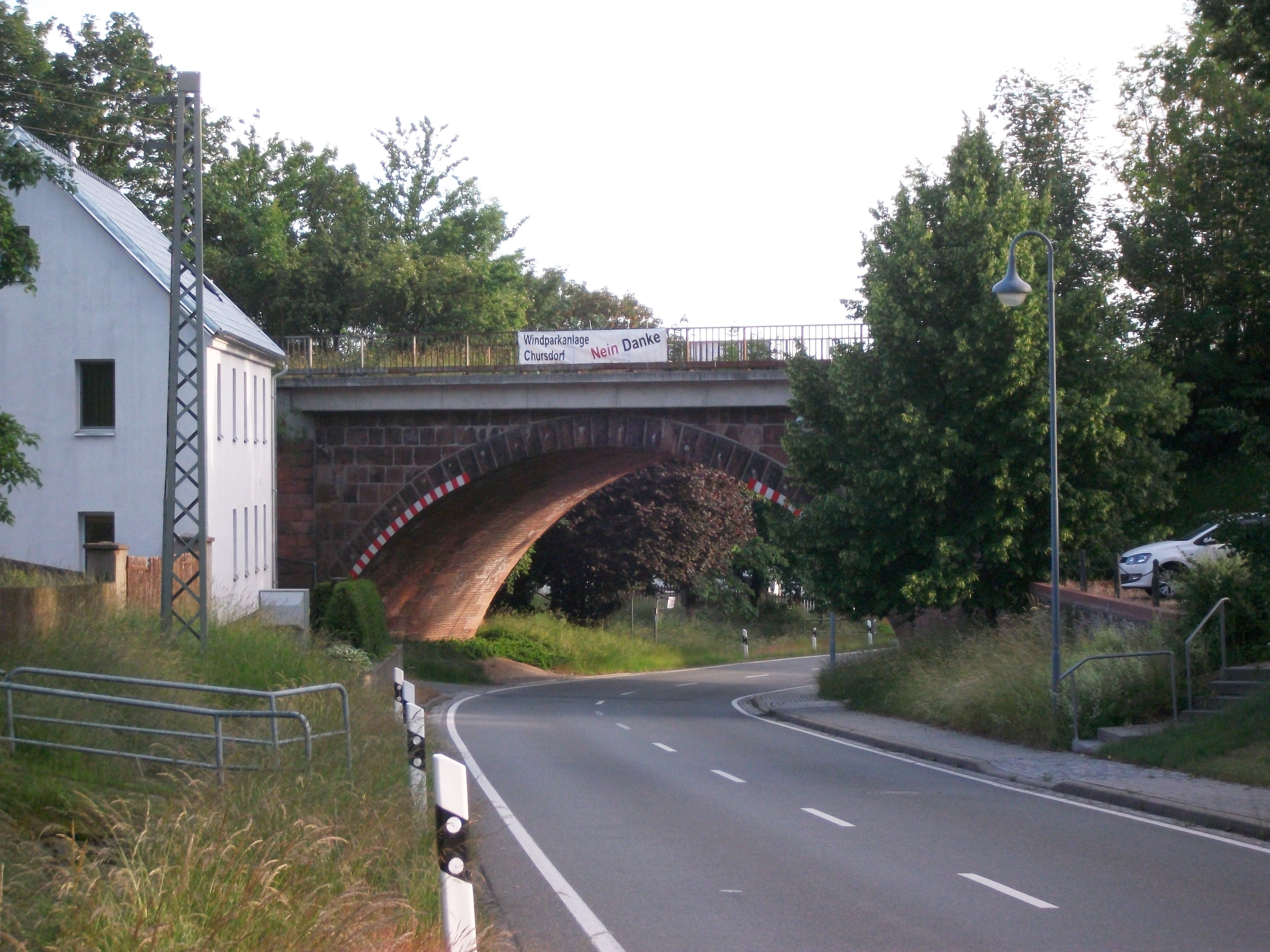
Chursdorf, Bahnviadukt (2016)

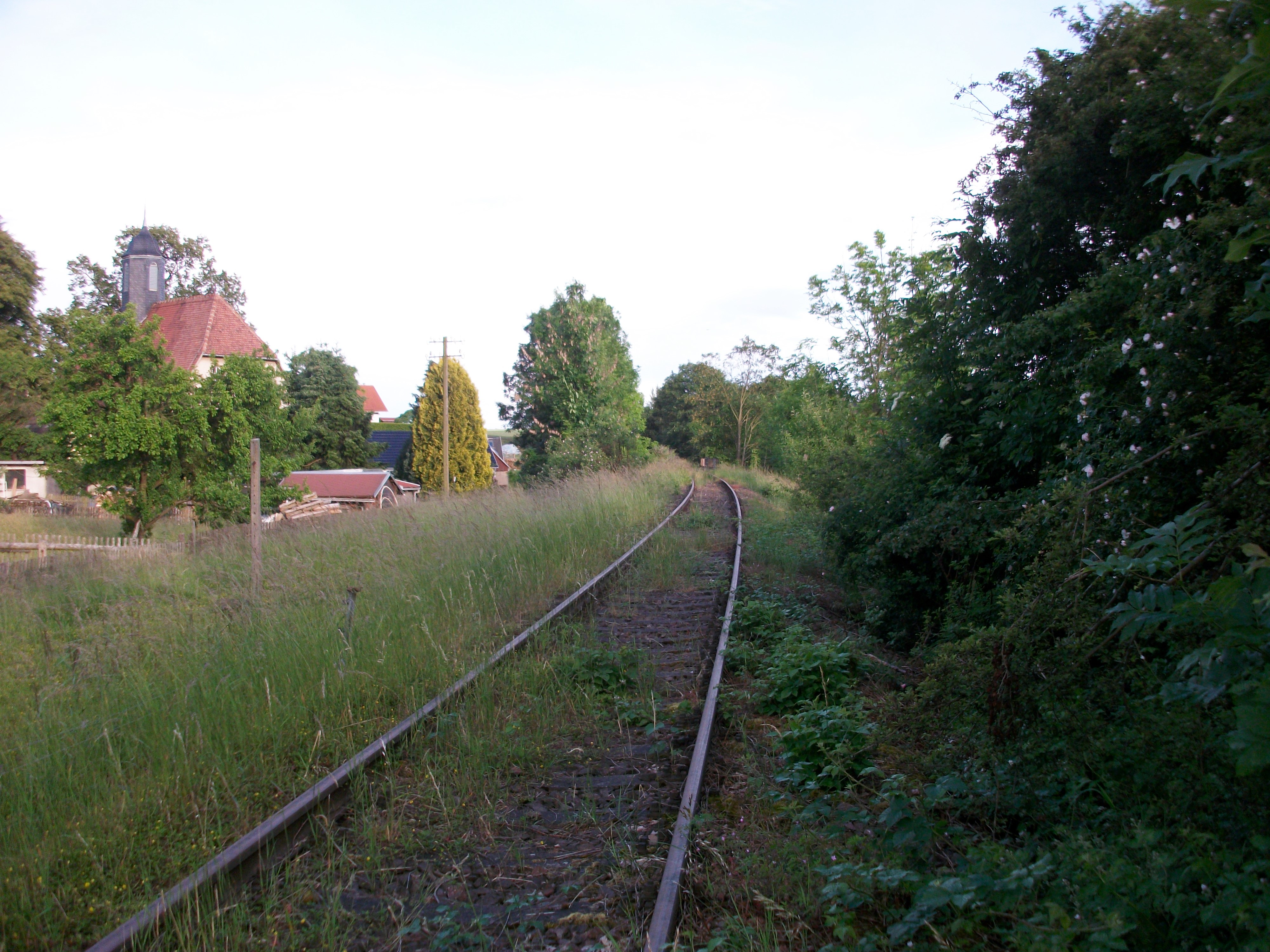
Bahnstrecke in Chursdorf (2016)

Der Abschnitt Werdau–Weida liegt zu etwa zwei Dritteln in Thüringen. Er verlässt den Bahnhof Werdau seit 1900 in nordwestliche Richtung und führt anschließend durch den Werdauer Wald. Bis 1900 erfolgte die Ausfahrt auf einer kürzeren Strecke in südwestlicher Richtung. Vor dem Haltepunkt Trünzig tritt die Strecke wieder aus dem Werdauer Wald aus, überquert bei Chursdorf die Bundesstraße 175 und geht ab Gauern in die Talmulde des Fuchsbaches über. Südlich von Wünschendorf/Elster schwenkt sie in das Elstertal, wo sie auf die Elstertalbahn trifft. Hinter Wünschendorf führt sie nach Überquerung der letztgenannten Strecke über die Elster und mündet dann in den Bahnhof Weida.
Der Abschnitt Weida–Mehltheuer liegt größtenteils auf Thüringer Gebiet, nur die Bahnhöfe von Pausa und Mehltheuer gehören zu Sachsen. Nach Überquerung der B 175 zweigt die Strecke von der Strecke Gera–Saalfeld ab und tangiert die Weidaer Altstadt. Anschließend folgt sie bis Schüptitz dem Fluss Weida und südlich davon dem Lauf des Triebesbaches. Ab Zeulenroda werden die Höhen des Vogtlandes und kurz vor dem Bahnhof Mehltheuer der mit 512 Meter über NN höchste Punkt der Strecke erreicht. Im Verlauf werden in Zeulenroda die Bundesstraße 94 und in Mehltheuer die Bundesstraße 282 gequert.
Die Ausfädelung aus dem Bahnhof Werdau erfolgte ursprünglich über Südwesten, während die Strecke durch eine Umverlegung im Jahre 1900 in Richtung Nordwesten abzweigte. Aus diesem Grund ist die Kilometrierung in Werdau unterschiedlich angegeben: Alt lautet sie auf 0,00, neu auf −0,182.

### Betriebsstellen
Werdau ⊙
Die 1845 an der Bahnstrecke Leipzig–Hof eröffnete Station lag ursprünglich noch weit vom Stadtzentrum entfernt, erst langsam wuchs in den folgenden Jahrzehnten Werdau an den Bahnhof heran. In den folgenden Jahrzehnten wurde der Bahnhof immer nur stückweise erweitert, nach der Eröffnung der Bahnstrecke Werdau–Weida–Mehltheuer war der Bahnhof für das gewachsene Verkehrsaufkommen nicht mehr ausreichend. So wurde er um 1900 für circa 1,5 Millionen Mark grundlegend umgebaut. Trotzdem waren die Anlagen in den 1920er Jahren wieder zu klein, da eine Erweiterung vor Ort kaum möglich war, entstand in Zwickau ein neuer Rangierbahnhof. Ende der 1990er Jahre wurde der Bahnhof fast vollständig zurückgebaut, auch die Anlagen des ehemaligen Bahnbetriebswerks wurden komplett entfernt.
Nach der Einstellung des Schienenverkehrs zum 30. Mai 1999 auf dem Abschnitt Werdau–Wünschendorf (Elster) wurde beim Bau der parallel zur Bahnstrecke Leipzig–Hof verlaufenden Werdauer Umgehungsstraße auf ein Überführungsbauwerk verzichtet und somit die Trasse zwischen Werdau und Werdau West unterbrochen. Weiterhin wurde das Überführungsbauwerk über die Bahnstrecke Leipzig–Hof in Werdau entfernt.

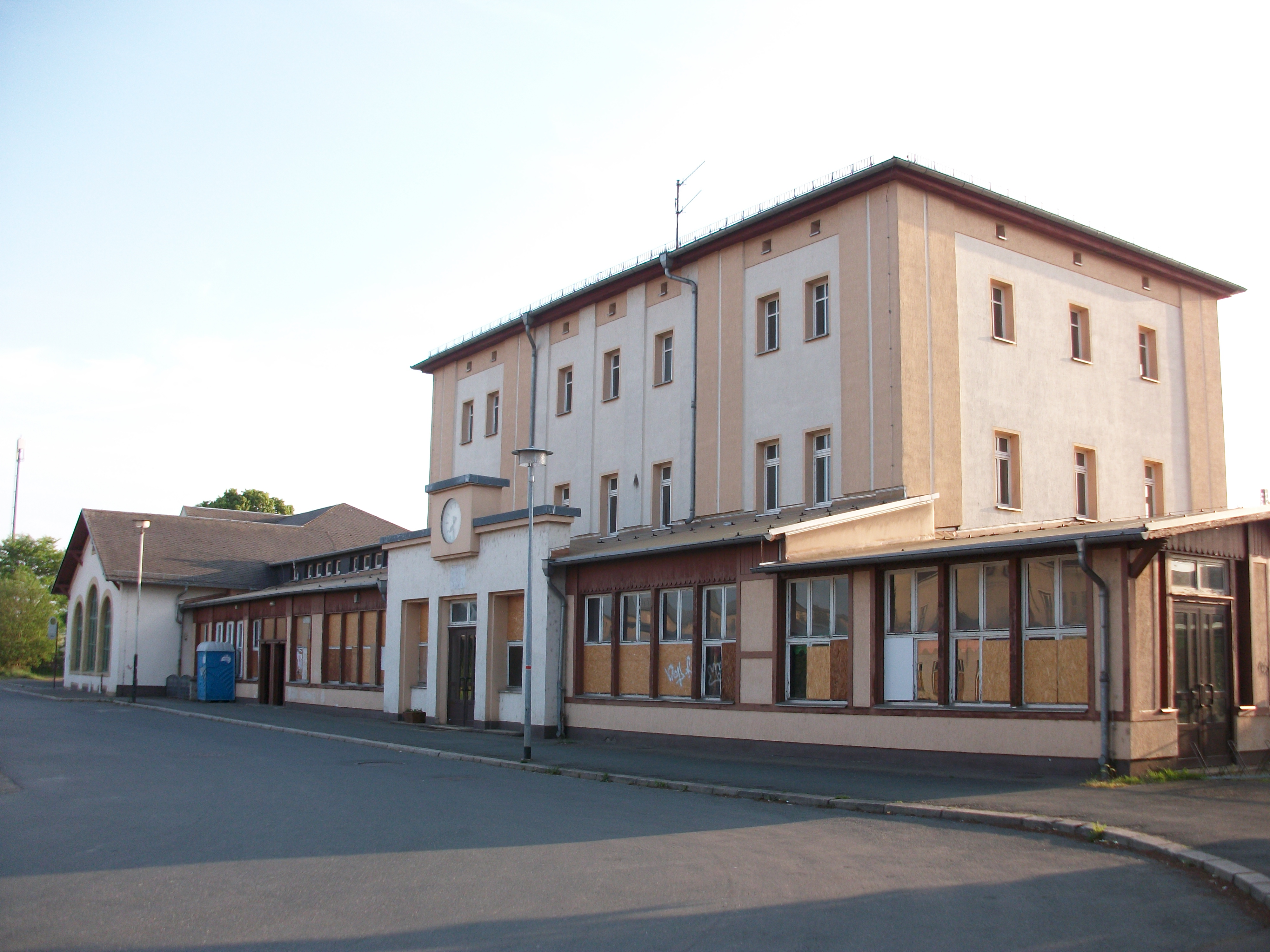
Bahnhof Werdau, Empfangsgebäude (2016)
Bahnhof Werdau mit S-Bahn (2016)
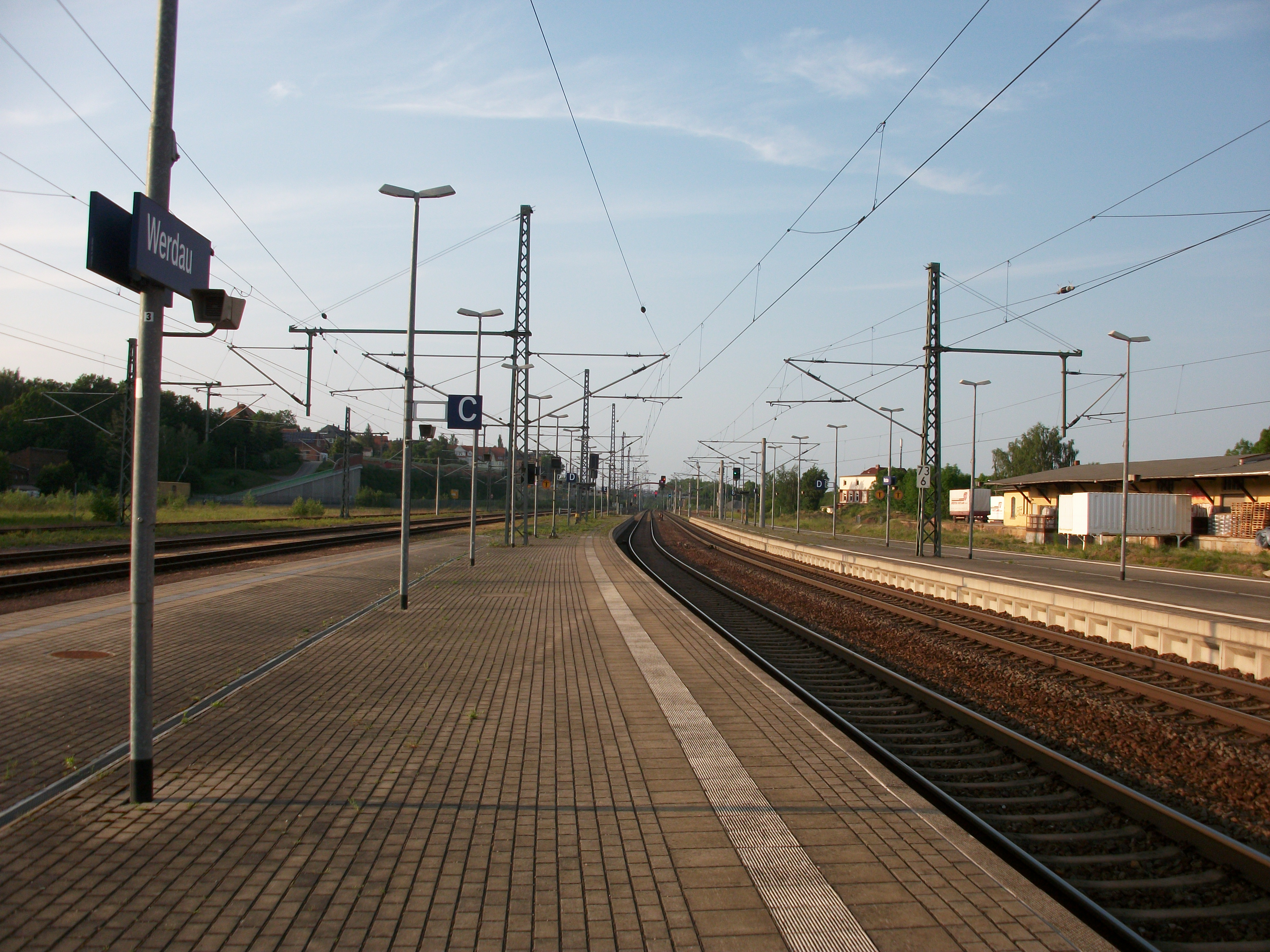
Bahnhof Werdau, Bahnsteige (2016)

Werdau West ⊙
Obwohl der Abschnitt Werdau–Wünschendorf–Weida bereits am 29. August 1876 eröffnet wurde, ging der Haltepunkt Werdau West erst am 1. Februar 1916 mit der Streckenverlegung im Stadtgebiet von Werdau in Betrieb. Mit der Einstellung des Zugverkehrs zwischen Werdau und Wünschendorf (Elster) wurde die Station am 30. Mai 1999 stillgelegt. Das verfallene hölzerne Empfangsgebäude und die Anlagen der Bahnsteige existieren noch, jedoch ist die 2006 noch vorhandene Stationsbeschriftung nicht mehr vorhanden. Der Haltepunkt befindet sich im westlichen Teil des Gleisbogens. Die zum Haltepunkt führende „Straße zum Westbahnhof“ erinnert heute noch an die einstige Station. Werdau West ist Ausgangspunkt der „Werdauer Waldbahn“, die im Museumsbetrieb nach Seelingstädt betrieben wird.

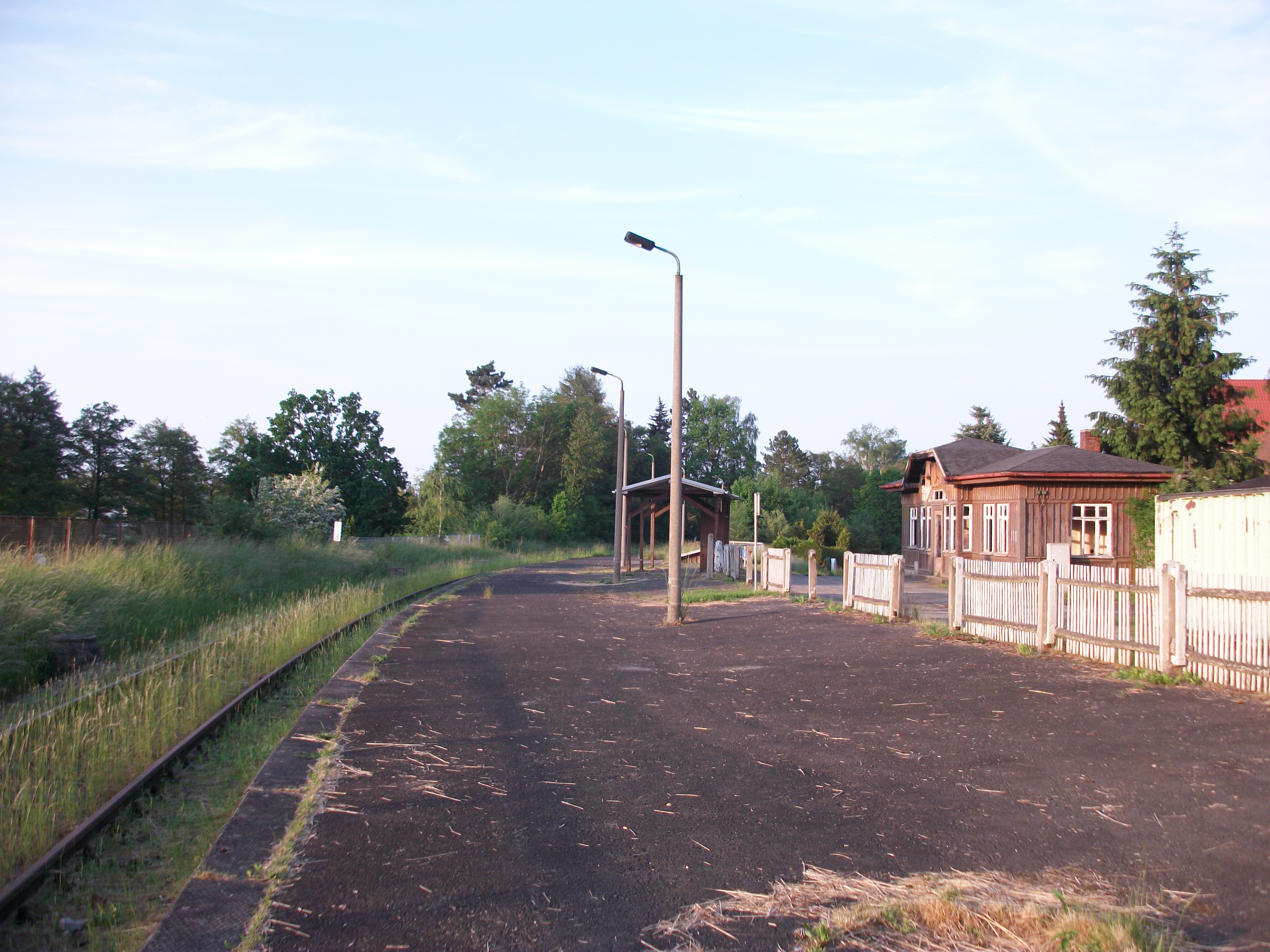
Haltepunkt Werdau West (2016)
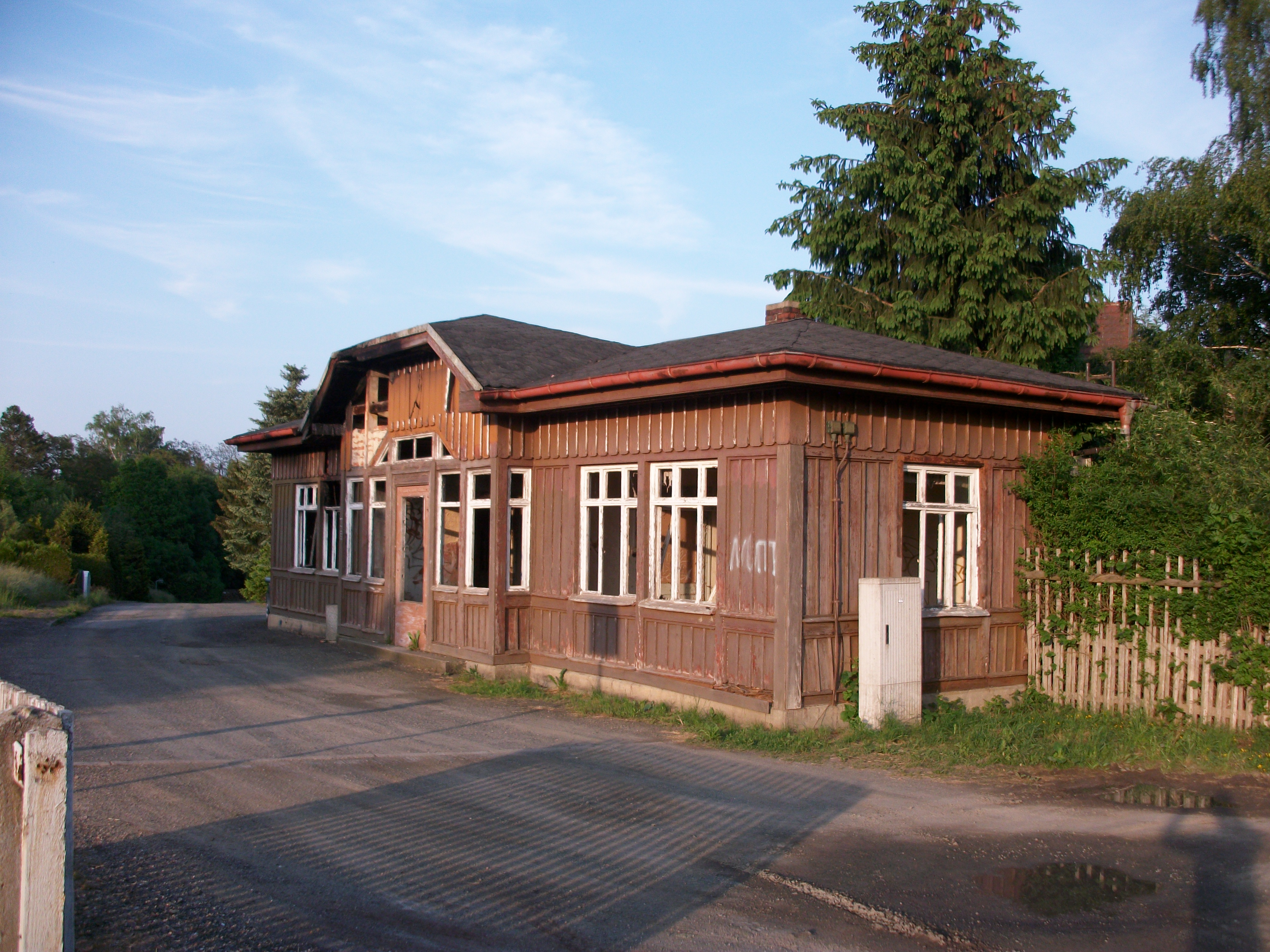
Haltepunkt Werdau West, Wartehalle (2016)
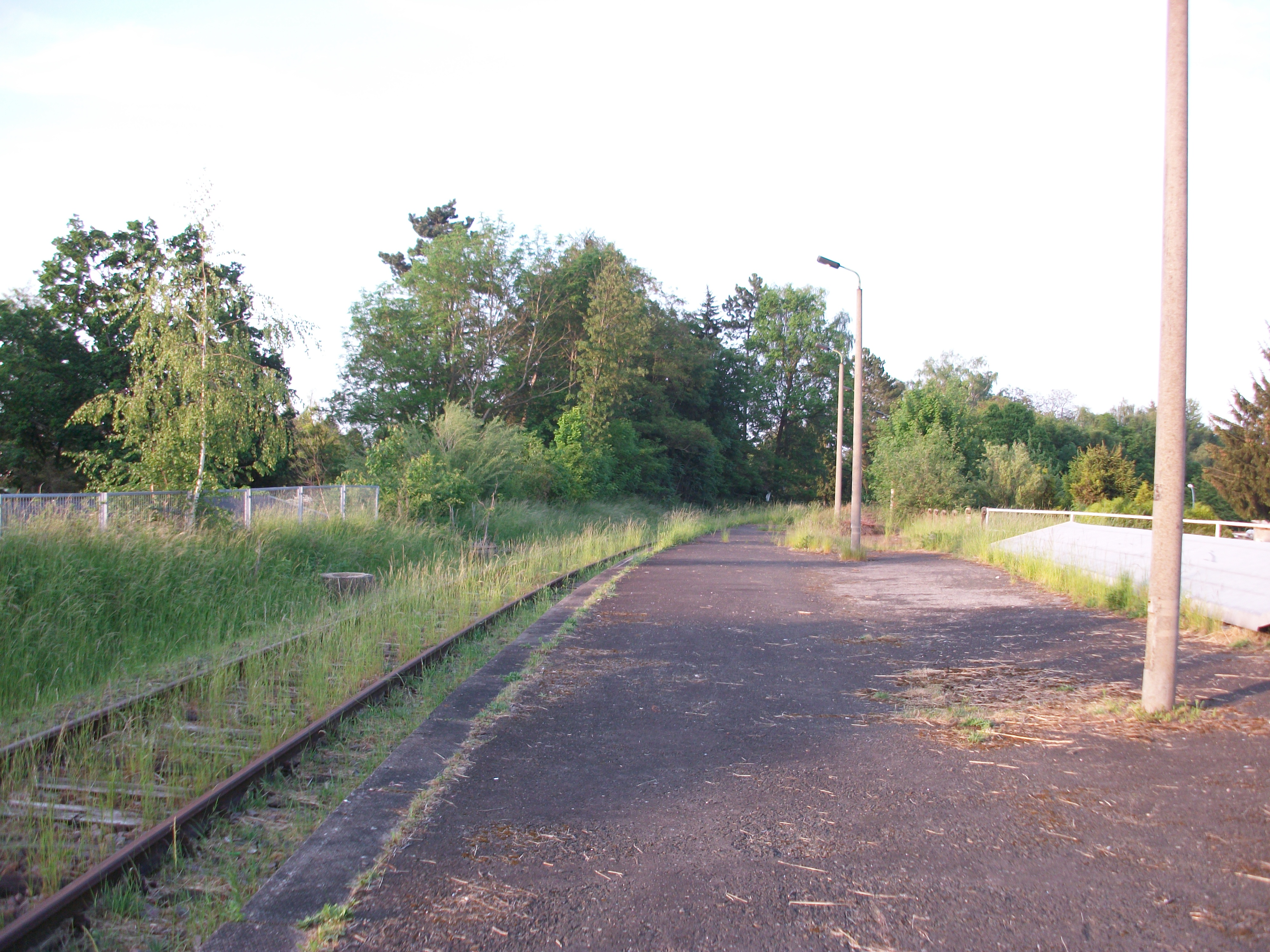
Haltepunkt Werdau West, Bahnsteig (2016)
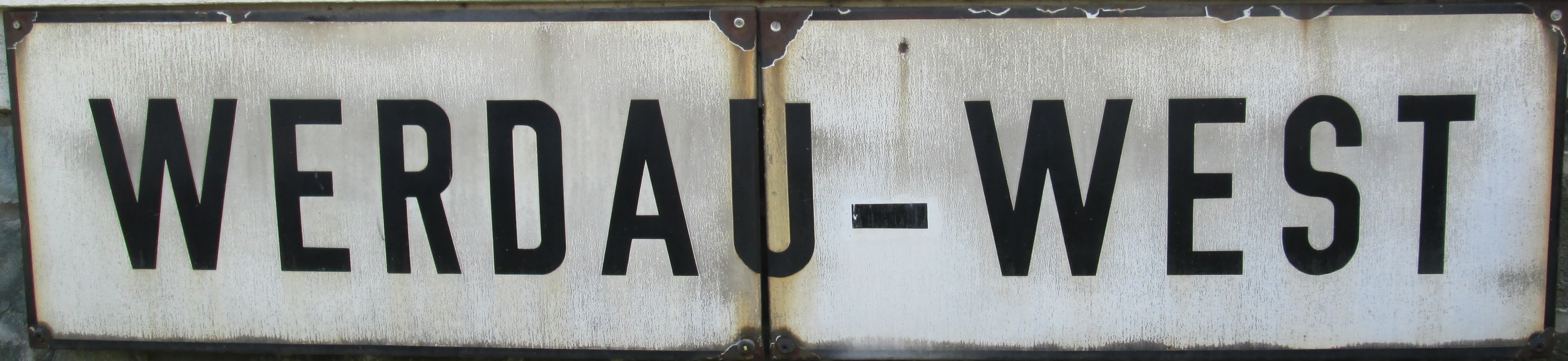
Bahnhofsschild Werdau-West

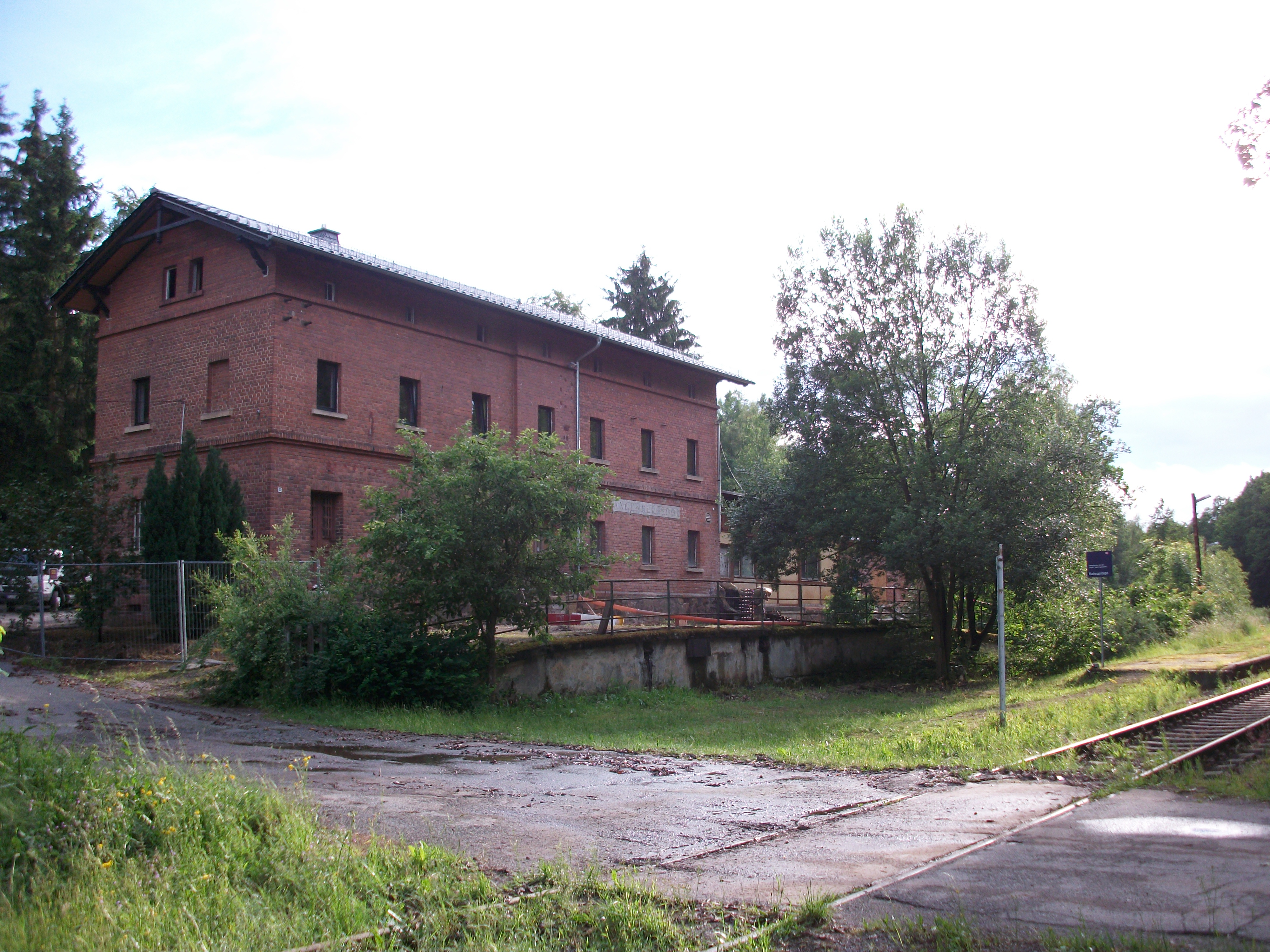
Haltepunkt Langenbernsdorf (2016)

Langenbernsdorf ⊙
Die Station Langenbernsdorf wurde am 29. August 1876 als Haltestelle Bauernsteig an der gleichnamigen Straße südlich von Langenbernsdorf im Werdauer Wald eröffnet. 1905 wurde sie zum Bahnhof gewidmet und am 1. Mai 1908 in Langenbernsdorf umbenannt. 1933 erfolgte die Widmung zur Haltestelle, 1952 wiederum zum Bahnhof und 1983 zum Haltepunkt. Im Bereich des Bahnhofs bildet die Bahnstrecke die südliche Ortsgrenze von Langenbernsdorf, mit dem die Station über die „Bahnhofstraße“ verbunden ist. Bereits ein Jahr vor der Einstellung des Zugverkehrs zwischen Werdau und Wünschendorf (Elster) wurde die Station am 24. Mai 1998 stillgelegt. Das Empfangsgebäude ist noch vorhanden.
Teichwolframsdorf ⊙
Die Station Teichwolframsdorf wurde am 29. August 1876 als Haltestelle eröffnet und 1905 zum Bahnhof gewidmet. Neben dem Empfangsgebäude war der Bahnhof mit Wirtschaftsgebäuden ausgestattet, die teilweise noch erhalten sind. Von 1953 bis zur Stilllegung vor 1962 verkehrten über einen Gleisanschluss von Katzendorf nach Teichwolframsdorf und von dort weiter zu den sächsischen Aufbereitungsbetrieben Uranerzzüge als Ganzzüge oder in Wagengruppen. Mit der Einstellung des Zugverkehrs zwischen Werdau und Wünschendorf (Elster) wurde der Bahnhof am 30. Mai 1999 stillgelegt. Er befindet sich abseits des weiter südwestlich gelegenen thüringischen Orts Teichwolframsdorf im Werdauer Wald und befand sich auf sächsischen Gebiet.
Beim Bau der Bahnstrecke lag die Grenze zwischen dem Großherzogtum Sachsen-Weimar-Eisenach (ab 1918 Thüringen) und dem Königreich Sachsen (ab 1918 Sachsen) am Waldrand von Teichwolframsdorf. Zwischen 1920 und 1953 war es die thüringisch-sächsischen Grenze, danach bis 1990 die Grenze der Bezirke Gera und Karl-Marx-Stadt. Seit 1998 verläuft die Landesgrenze Freistaat Thüringen – Freistaat Sachsen östlich der Gleise, ab Bahnübergang am Bahnhof Teichwolframsdorf entlang, bis die Grenze nach dem Bahnhof anschließend wieder westlich der Gleise verläuft.

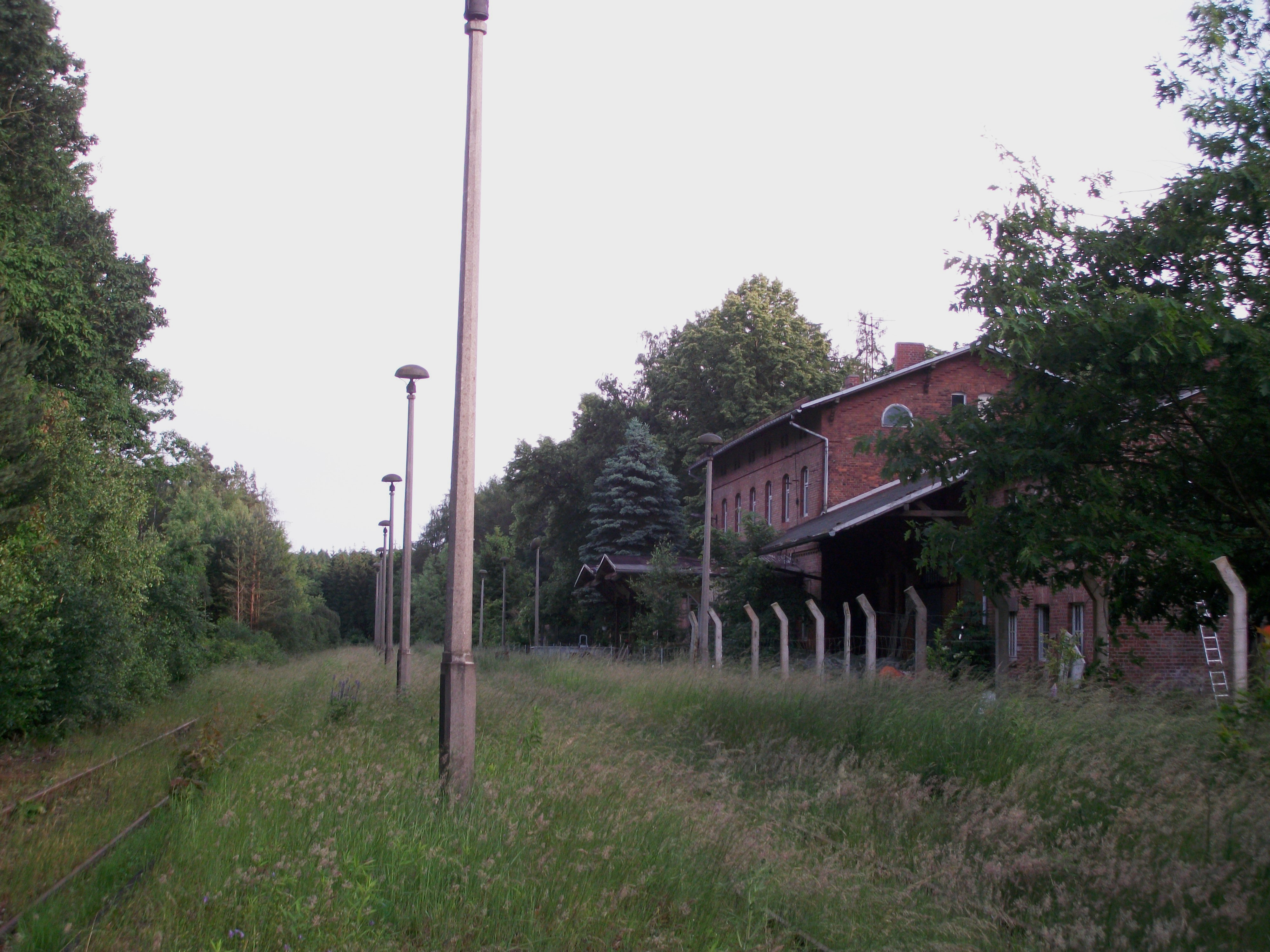
Bahnhof Teichwolframsdorf (2016)
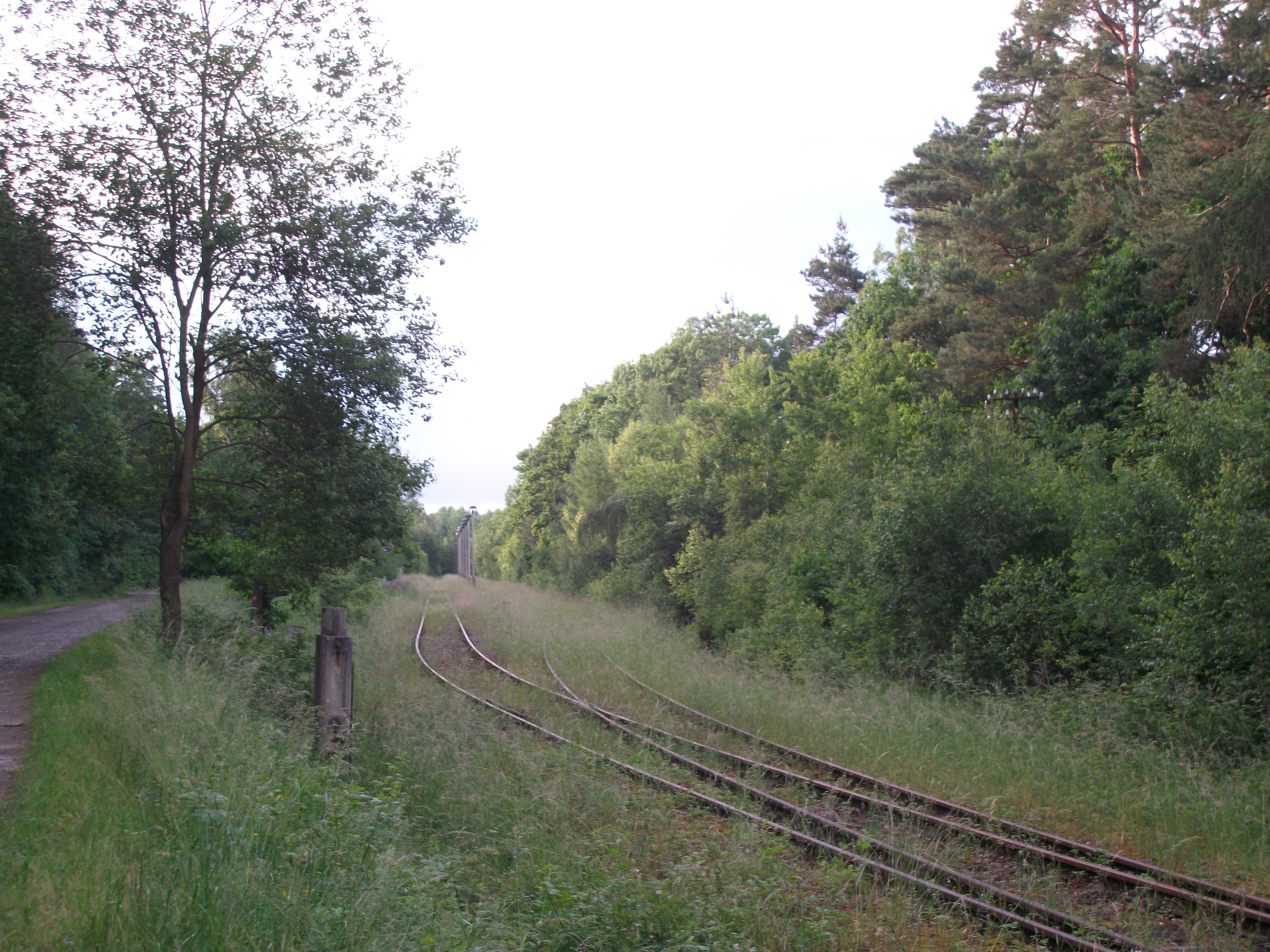
Bahnhof Teichwolframsdorf, Einfahrt aus Richtung Werdau (2016)
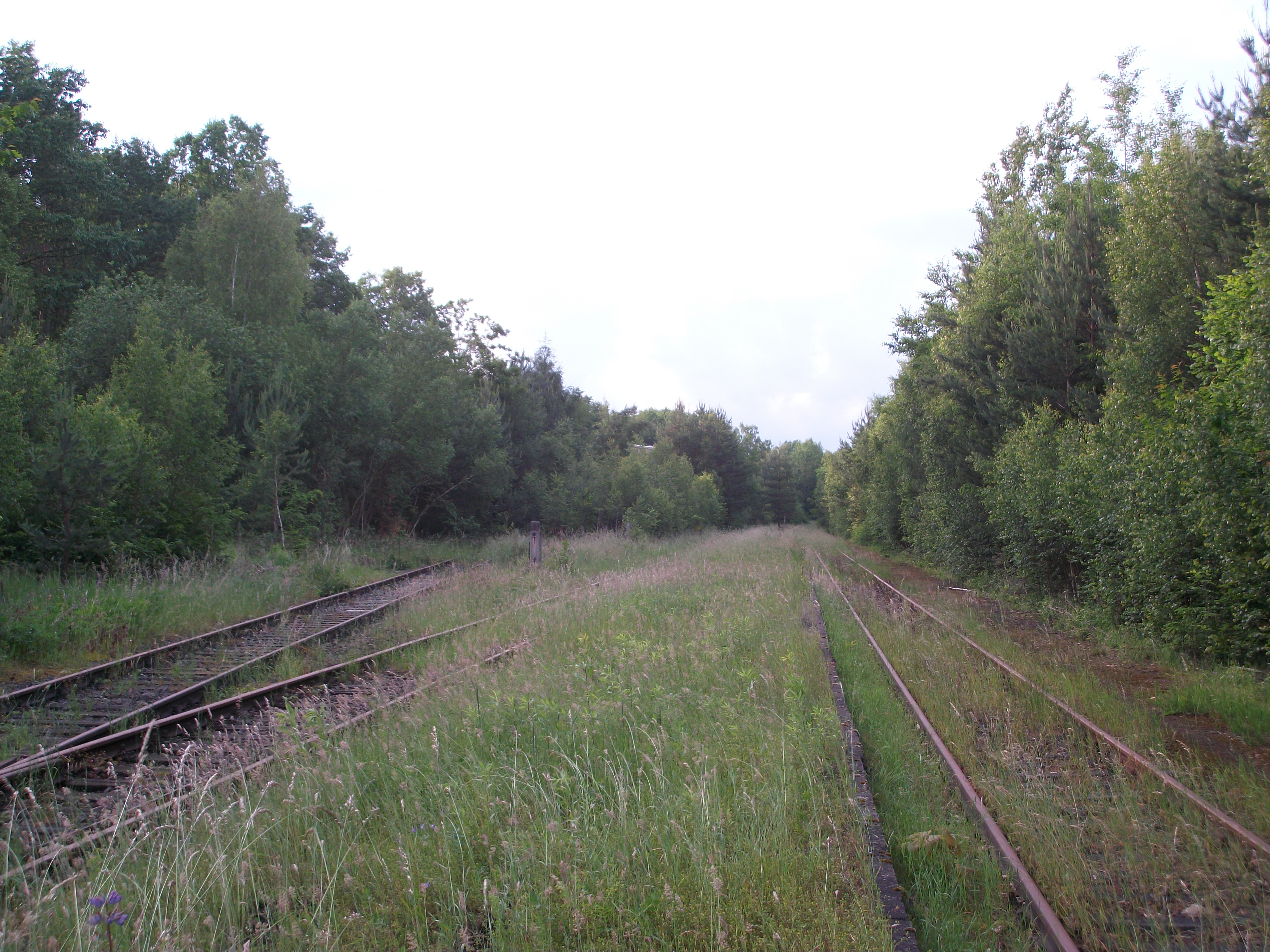
Bahnhof Teichwolframsdorf, Gleisanlagen (2016)

Trünzig ⊙
Der Haltepunkt Trünzig wurde erst am 18. Mai 1952 eröffnet. Er befindet sich zwischen den Orten Trünzig im Westen und Stöcken im Osten an der Straße „Stöckener Straße“/„Landsteig“. Am 24. Mai 1998 wurde der Haltepunkt aufgelassen. Neben einem Wohnhaus besaß er eine Wartehalle aus Stein, die beide noch vorhanden sind.
In Fahrtrichtung Mehltheuer war Trünzig auf dem Abschnitt Werdau–Wünschendorf (Elster) zwischen 1958 und 1990 der letzte Halt im Bezirk Karl-Marx-Stadt, seit 1990 der letzte Halt im Freistaat Sachsen.

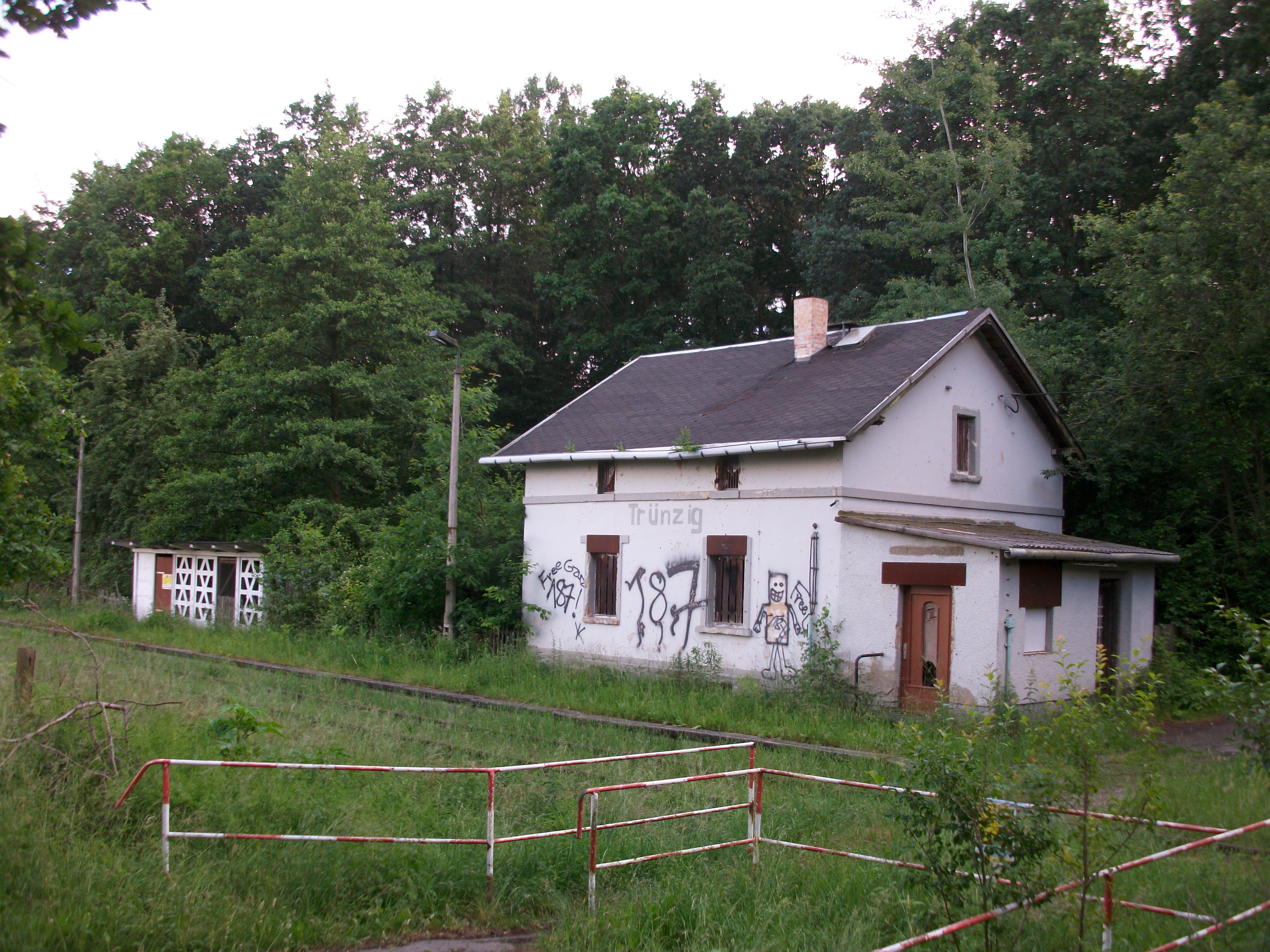
Haltepunkt Trünzig, Empfangsgebäude und Wartehalle (2016)
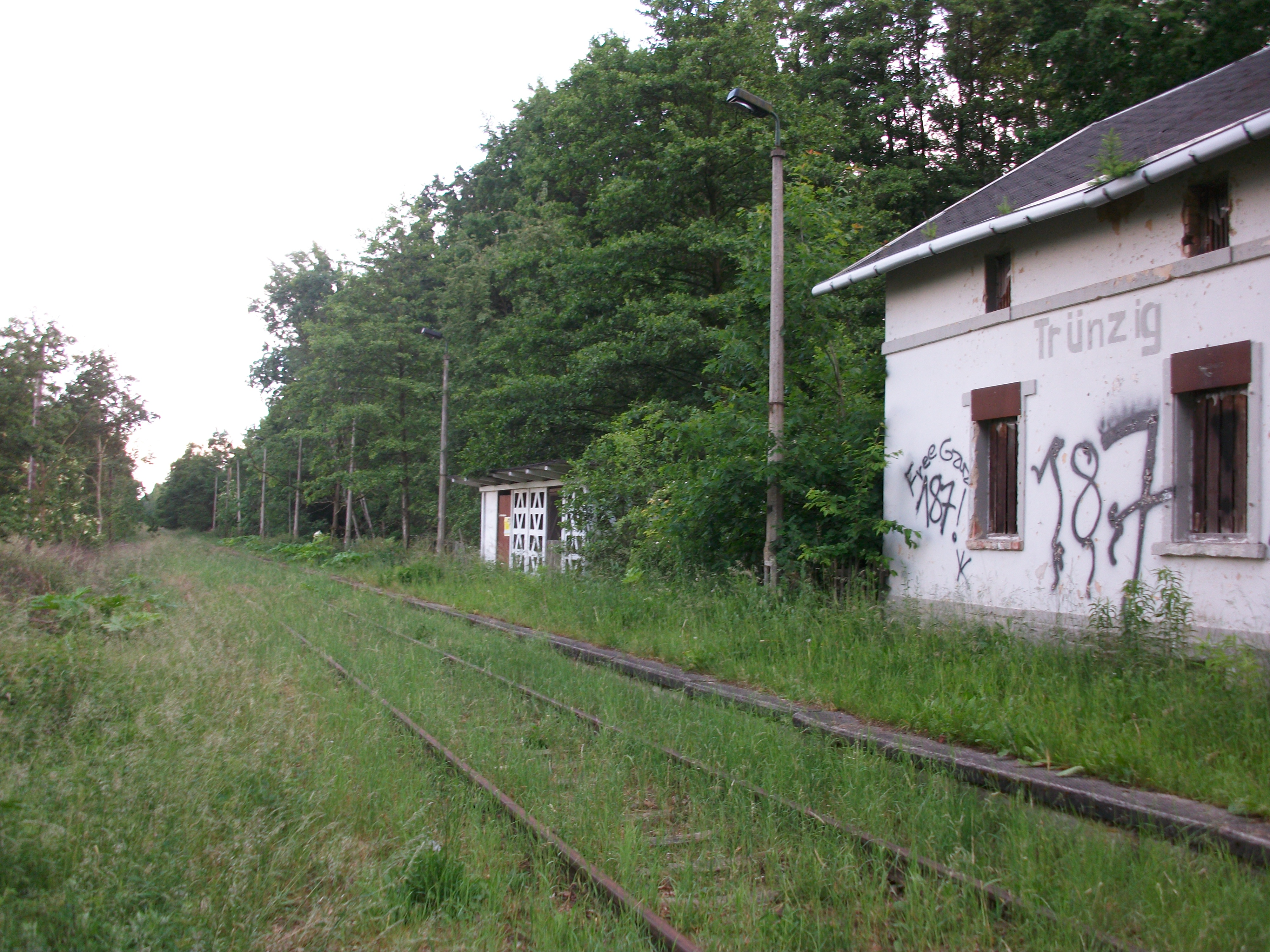
Haltepunkt Trünzig (2016)
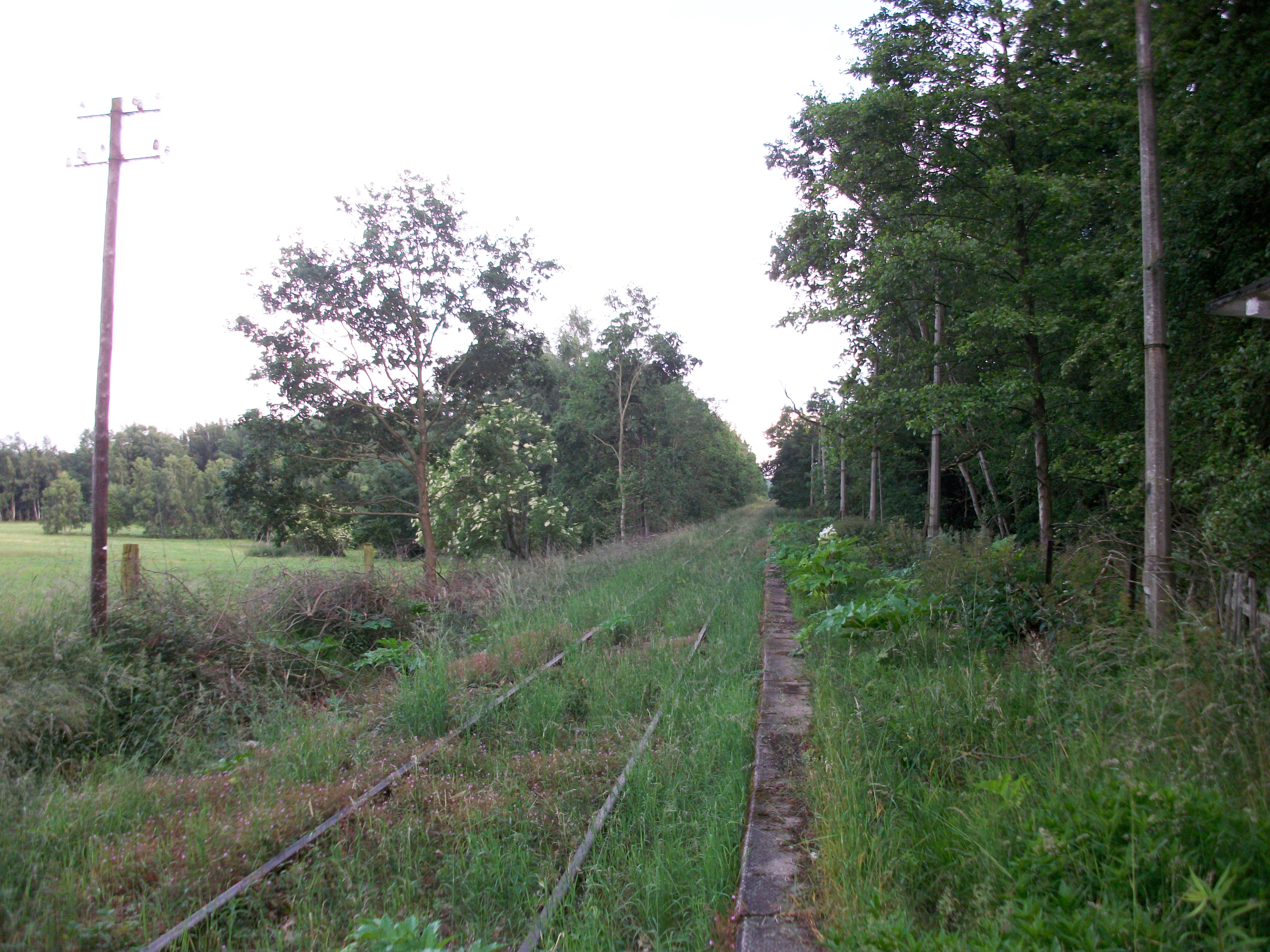
Haltepunkt Trünzig, Bahnsteig (2016)

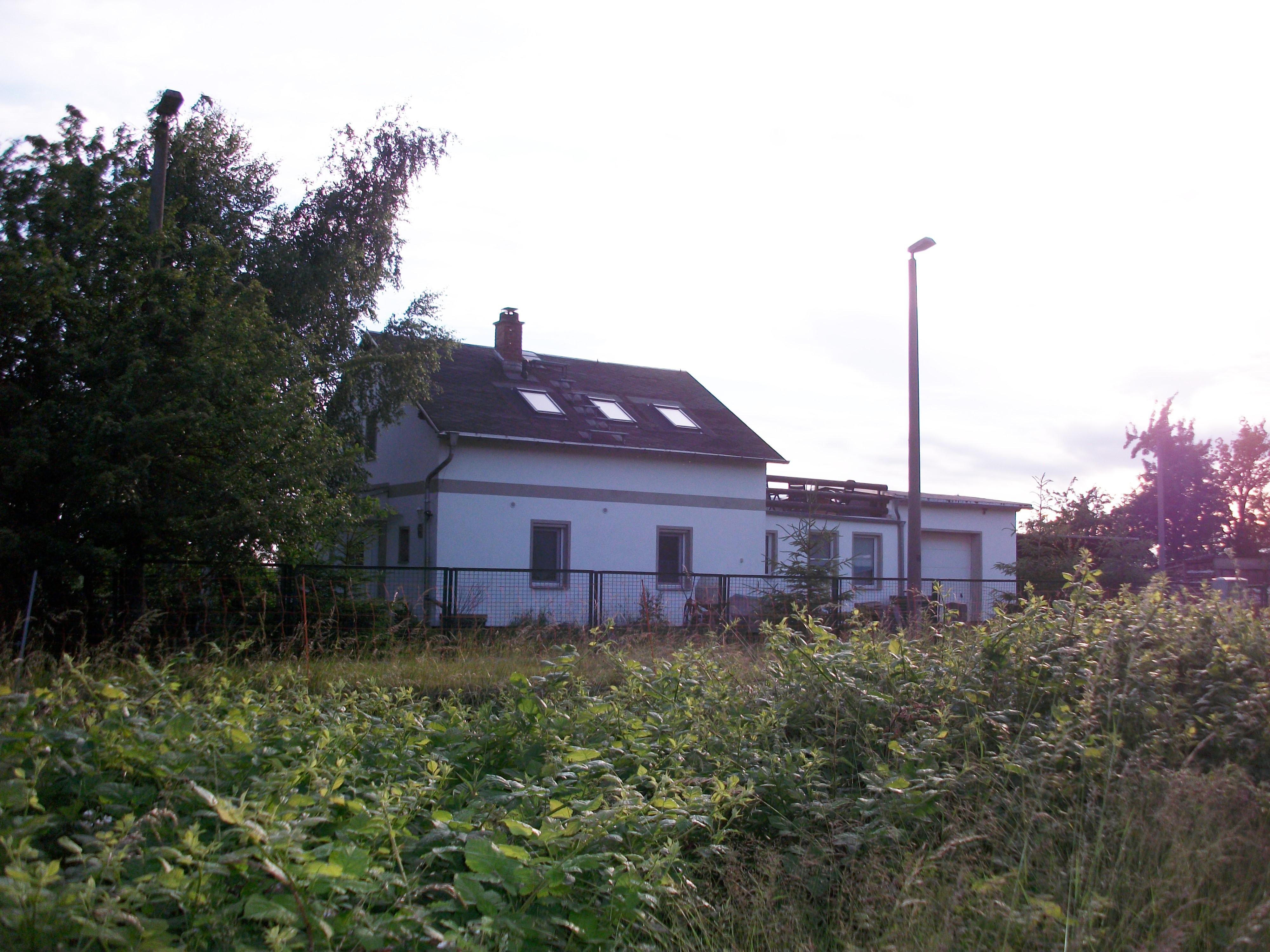
Haltepunkt Seelingstädt in Chursdorf (2016)

Seelingstädt (b Werdau) Hp ⊙
Der im heute zu Seelingstädt gehörigen Ort Chursdorf gelegene Haltepunkt Chursdorf wurde am 1. Juli 1892 eröffnet. Der Stationsname wurde im Jahr 1909 in Chursdorf b Werdau geändert. Nachdem der Ort am 1. April 1939 nach Seelingstädt eingemeindet wurde, erfolgte am 15. Mai 1939 die Umbenennung in Seelingstädt (b Werdau) Hp.
Durch die Umgliederung von Seelingstädt und Chursdorf vom Kreis Werdau in den Kreis Gera-Land zum 1. Juli 1958 war der Haltepunkt nach dem Bahnhof Teichwolframsdorf seitdem der zweite Halt im Bezirk Gera bzw. seit 1990 im Freistaat Thüringen. Am 24. Mai 1998 wurde der Haltepunkt aufgelassen.
Seelingstädt (b Werdau) ⊙
Die Station Seelingstädt (b Werdau) wurde am 29. August 1876 als Haltestelle eröffnet und 1905 zum Bahnhof gewidmet. Um den etwa 2 Kilometer nördlich des alten Ortskerns befindlichen Bahnhof entwickelte sich in der Folgezeit die Siedlung Bahnhof Seelingstädt, die heute den größten Ortsteil von Seelingstädt darstellt. Die Station trug folgende Namen:
- bis 1898: Seelingstädt
- bis 1911: Seelingstädt bei Werdau
- bis 1933: Seelingstädt b Werdau
- ab 1933: Seelingstädt (b Werdau)

Bis zur Umgliederung von Seelingstädt mit seinen Ortsteilen vom Kreis Werdau in den Kreis Gera-Land zum 1. Juli 1958 war der Bahnhof auf dem Abschnitt Werdau–Wünschendorf (Elster) bis 1952 die letzte Station in Sachsen bzw. bis 1958 im Bezirk Karl-Marx-Stadt.
Durch den Uranbergbau im Ronneburger Revier wuchs der Bahnhof Seelingstädt ab Ende der 1950er Jahre erheblich an Bedeutung. Von hier zweigte die Wismut-Werkbahn nach Paitzdorf ab, die bis zur Gegenwart im Güterverkehr genutzt wird. Mit der Einstellung des Personenverkehrs zwischen Werdau und Wünschendorf (Elster) wurde der Bahnhof am 30. Mai 1999 in einen Güterbahnhof umgewandelt.

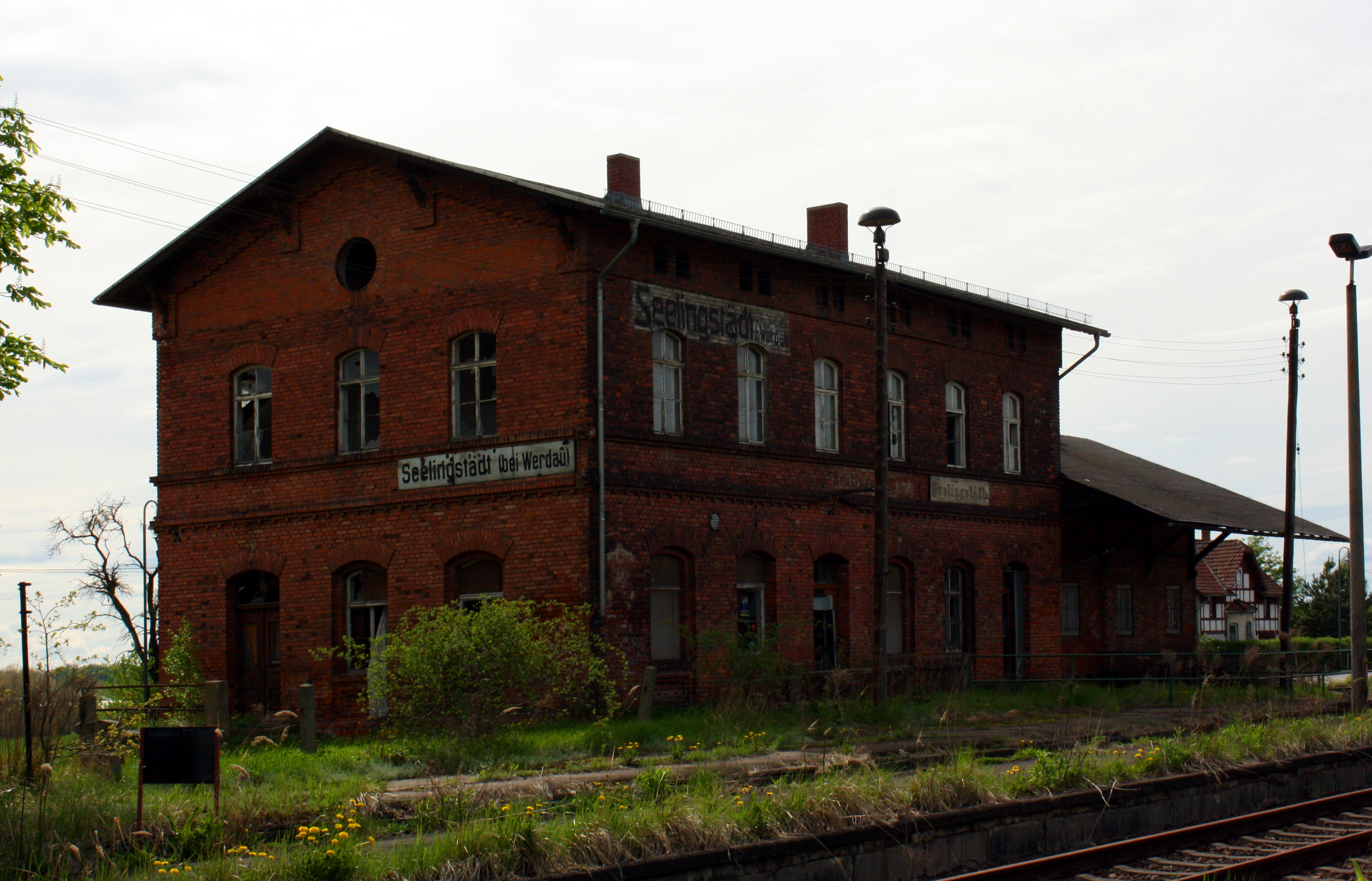
Bahnhof Seelingstädt (b Werdau)
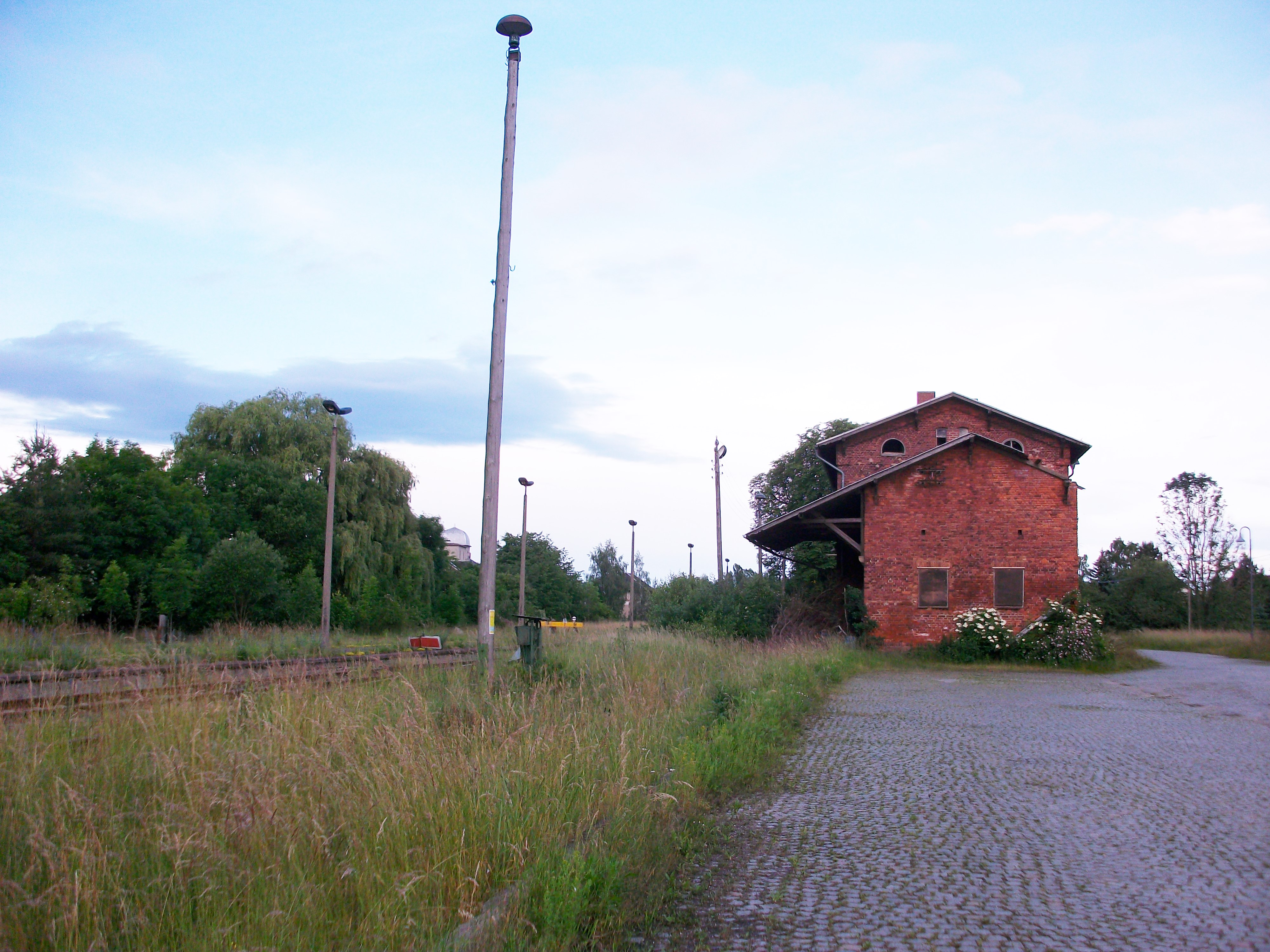
Bahnhof Seelingstädt, Empfangsgebäude (2016)
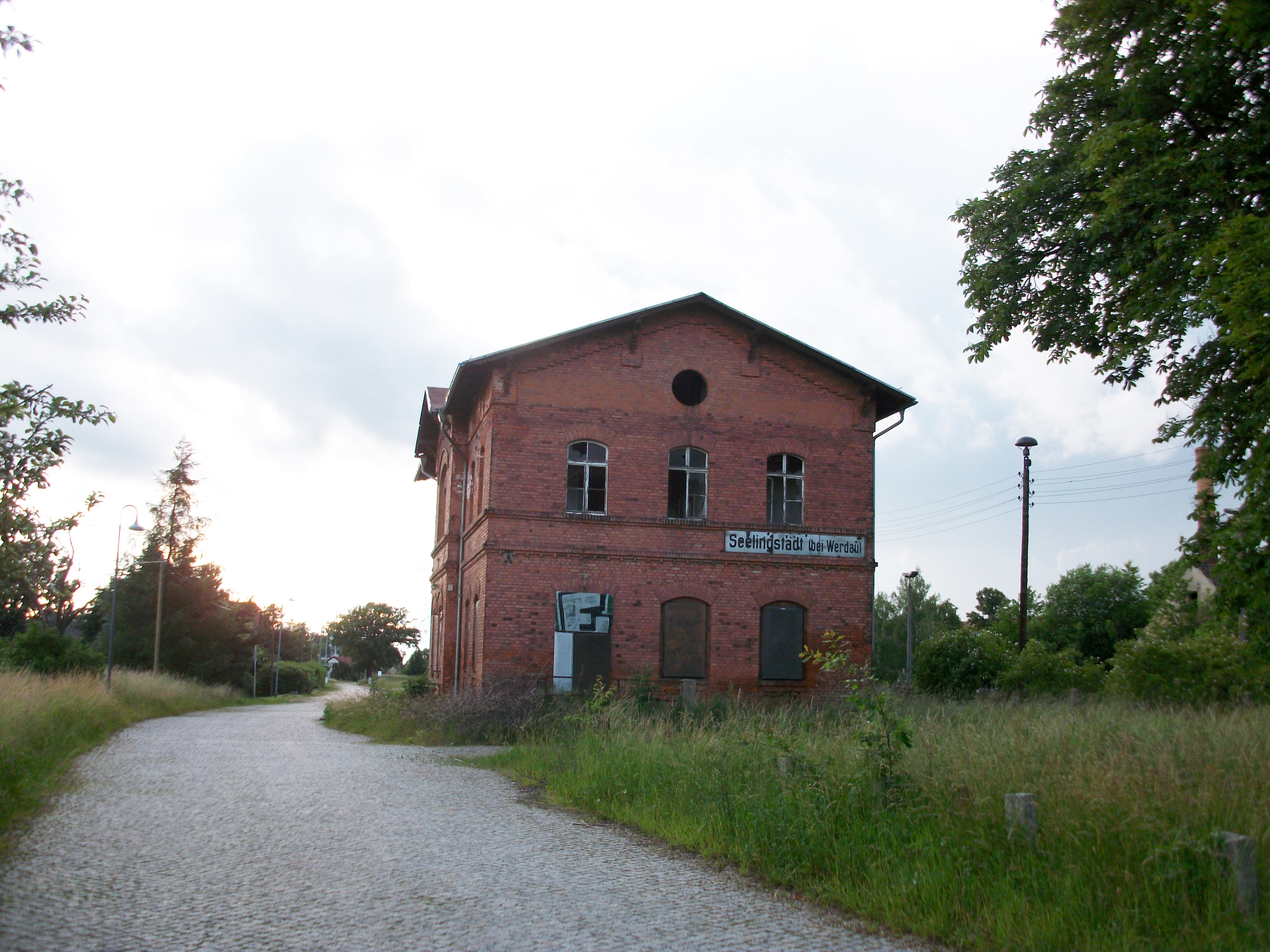
Bahnhof Seelingstädt, Empfangsgebäude (2016)
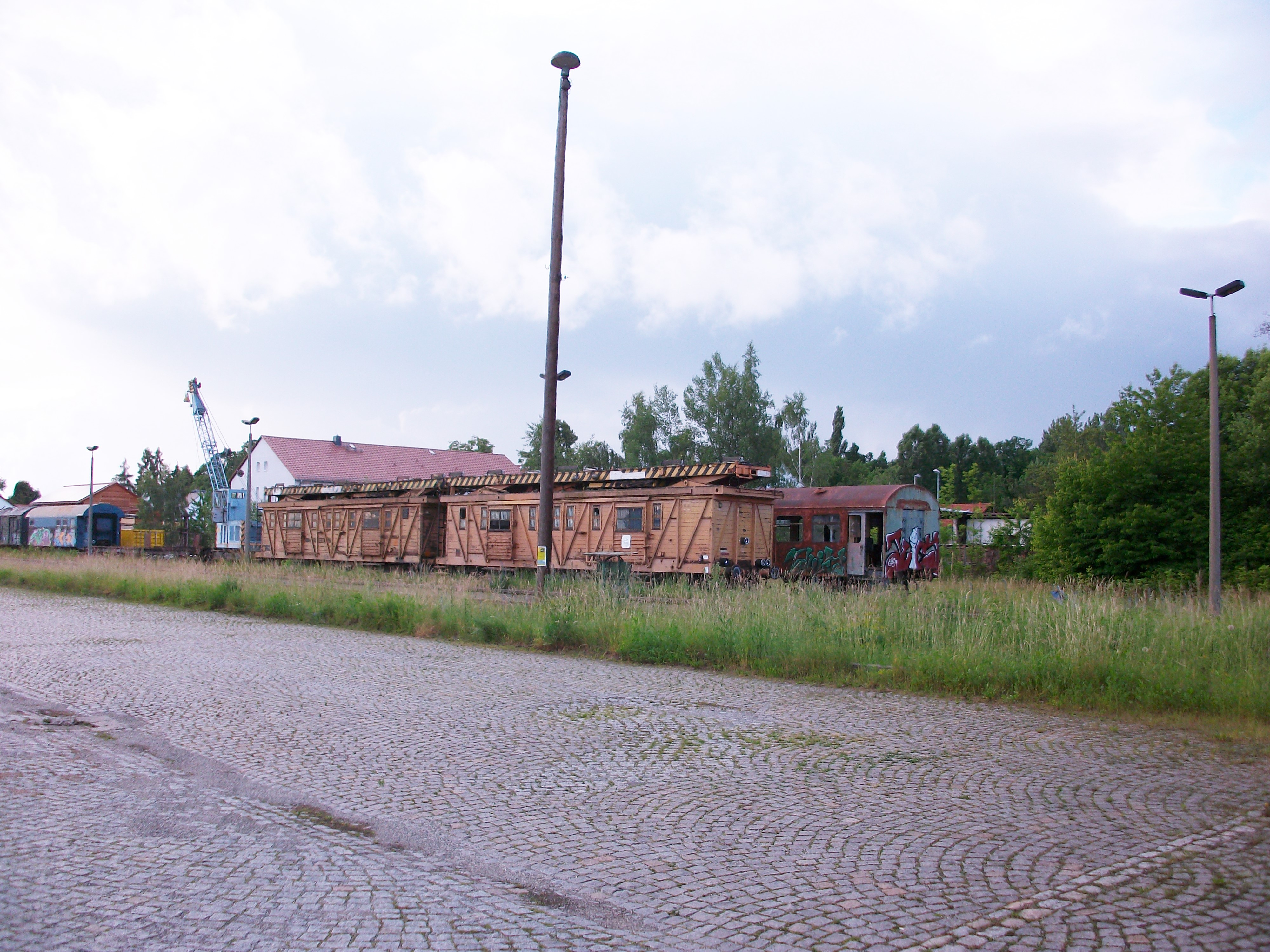
Bahnhof Seelingstädt (2016)
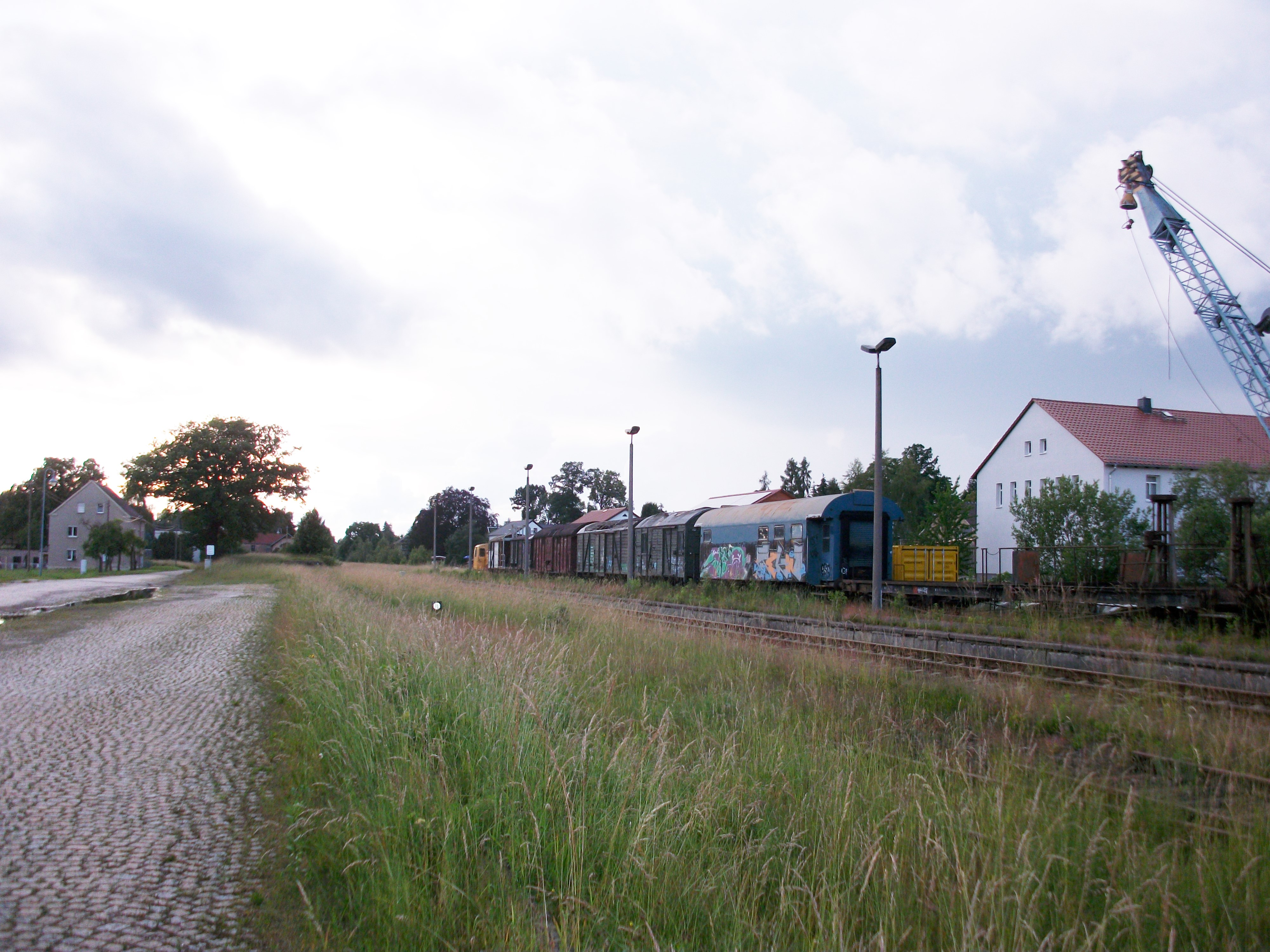
Bahnhof Seelingstädt (2016)

Gauern ⊙

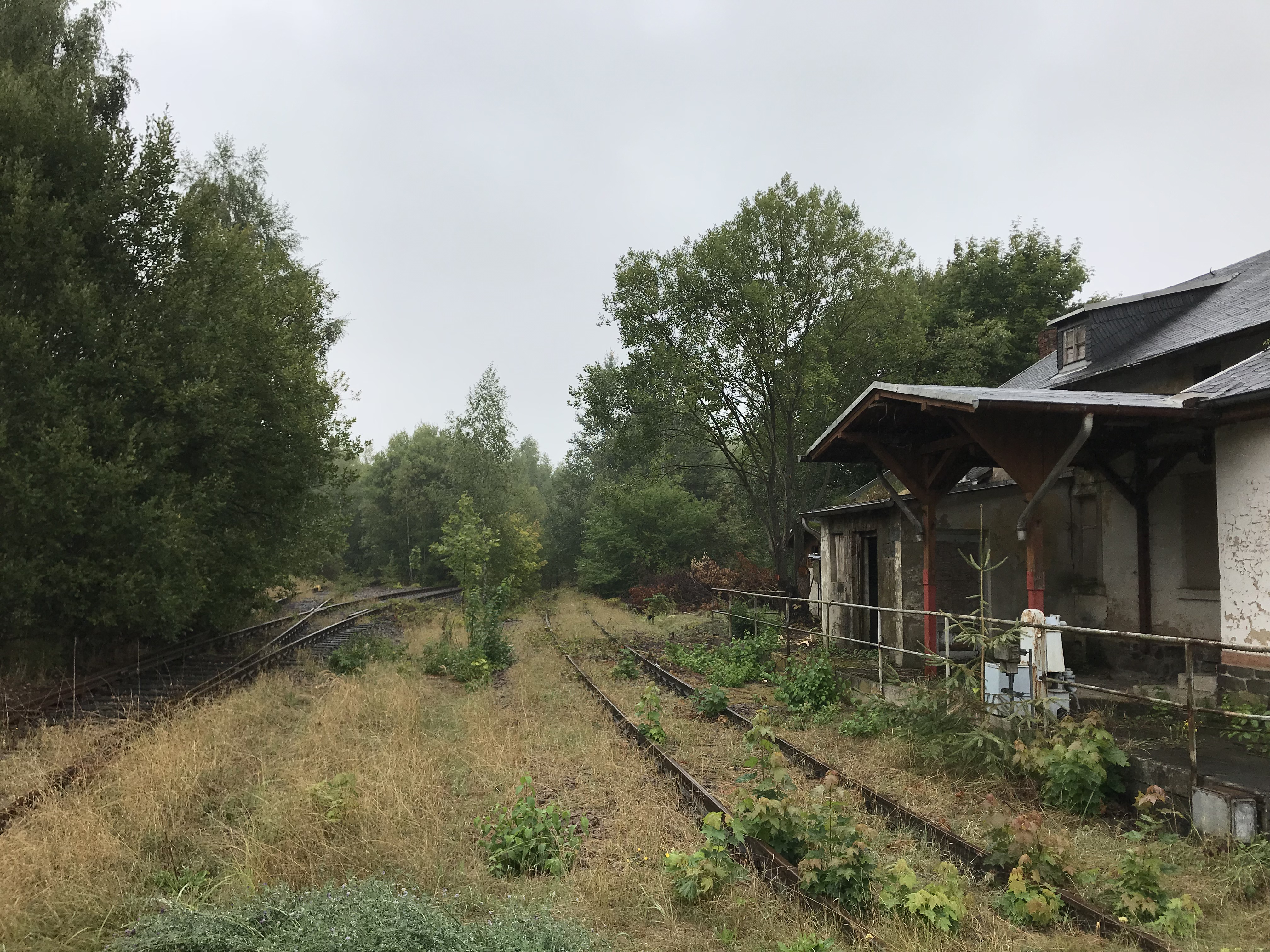
Haltepunkt Gauern (2018)

Die Haltestelle Gauern wurde am 1. Oktober 1884 als Haltestelle eröffnet und 1905 zum Bahnhof gewidmet. Der Ort lag vor 1920 in Sachsen-Altenburg, seitdem ist er thüringisch.
1957 begann in Gauern die Verladung des im Tagebau Culmitzsch geförderten Uranerzes und der Abtransport zur Weiterverarbeitung nach Lengenfeld, Dresden-Gittersee, Tannenbergsthal und Crossen bei Zwickau. Am 11. September 1958 ging eine 2,2 Kilometer lange Anschlussbahn von Gauern zum Verladebahnhof Culmitzsch in Betrieb, die bereits 1966 wieder stillgelegt wurde.
Bereits ein Jahr vor der Einstellung des Personenverkehrs zwischen Werdau und Wünschendorf (Elster) wurde der Haltepunkt seit dem 24. Mai 1998 nicht mehr bedient.
Wolfersdorf (Kr Greiz) ⊙

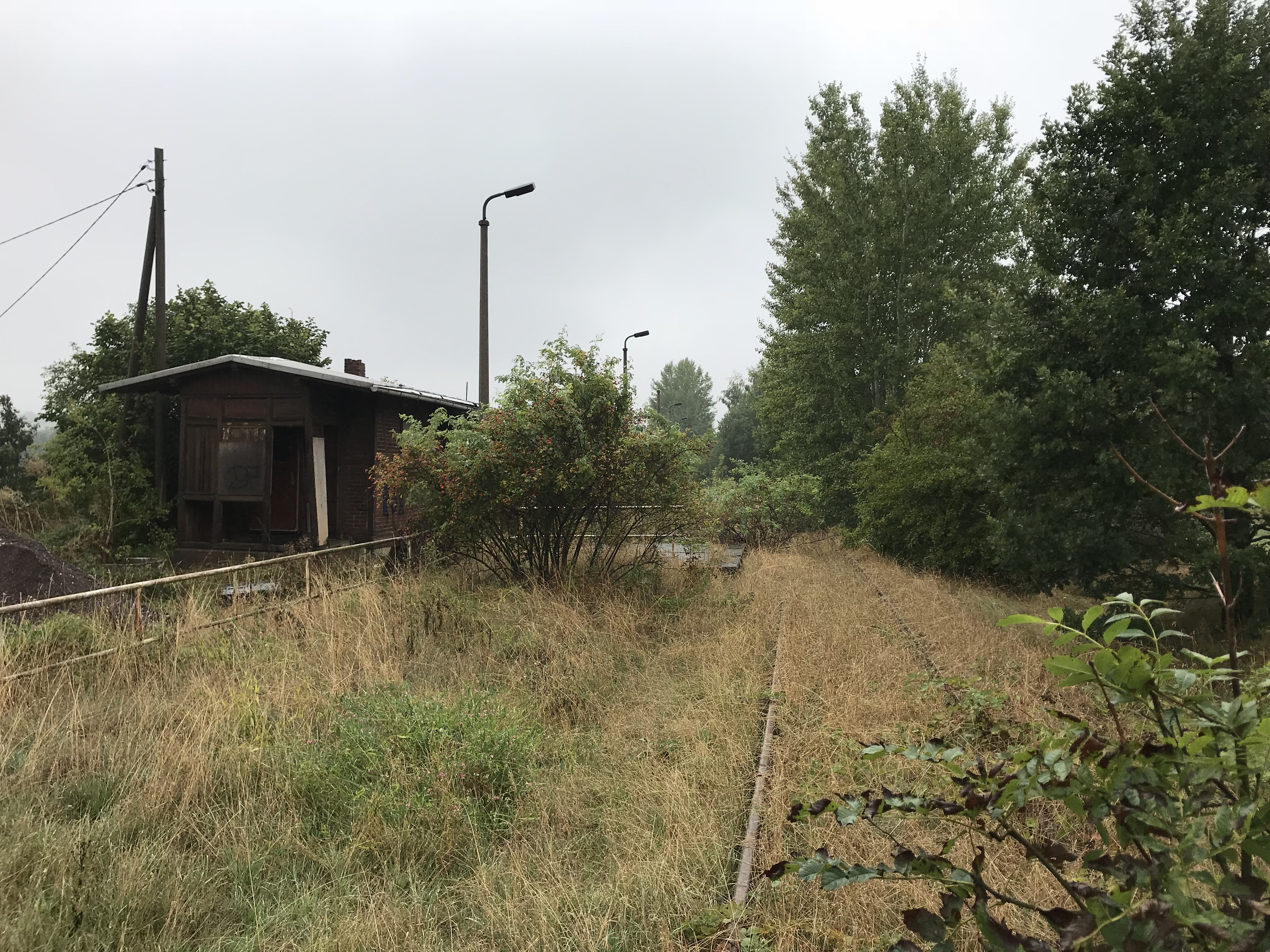
Haltepunkt Wolfersdorf (2018)

Der Haltepunkt Wolfersdorf (Kr Greiz) wurde am 1. Oktober 1905 eröffnet. Er lag bis 1920 im Großherzogtum bzw. Freistaat Sachsen-Weimar-Eisenach und trug folgende Namen:
- bis 1911: Wolfersdorf bei Weida
- bis 1922: Wolfersdorf b Weida
- ab 1922:  Wolfersdorf (Kr Greiz)

Bereits ein Jahr vor der Einstellung des Personenverkehrs zwischen Werdau und Wünschendorf (Elster) wurde der Haltepunkt seit dem 24. Mai 1998 nicht mehr bedient.
Endschütz ⊙

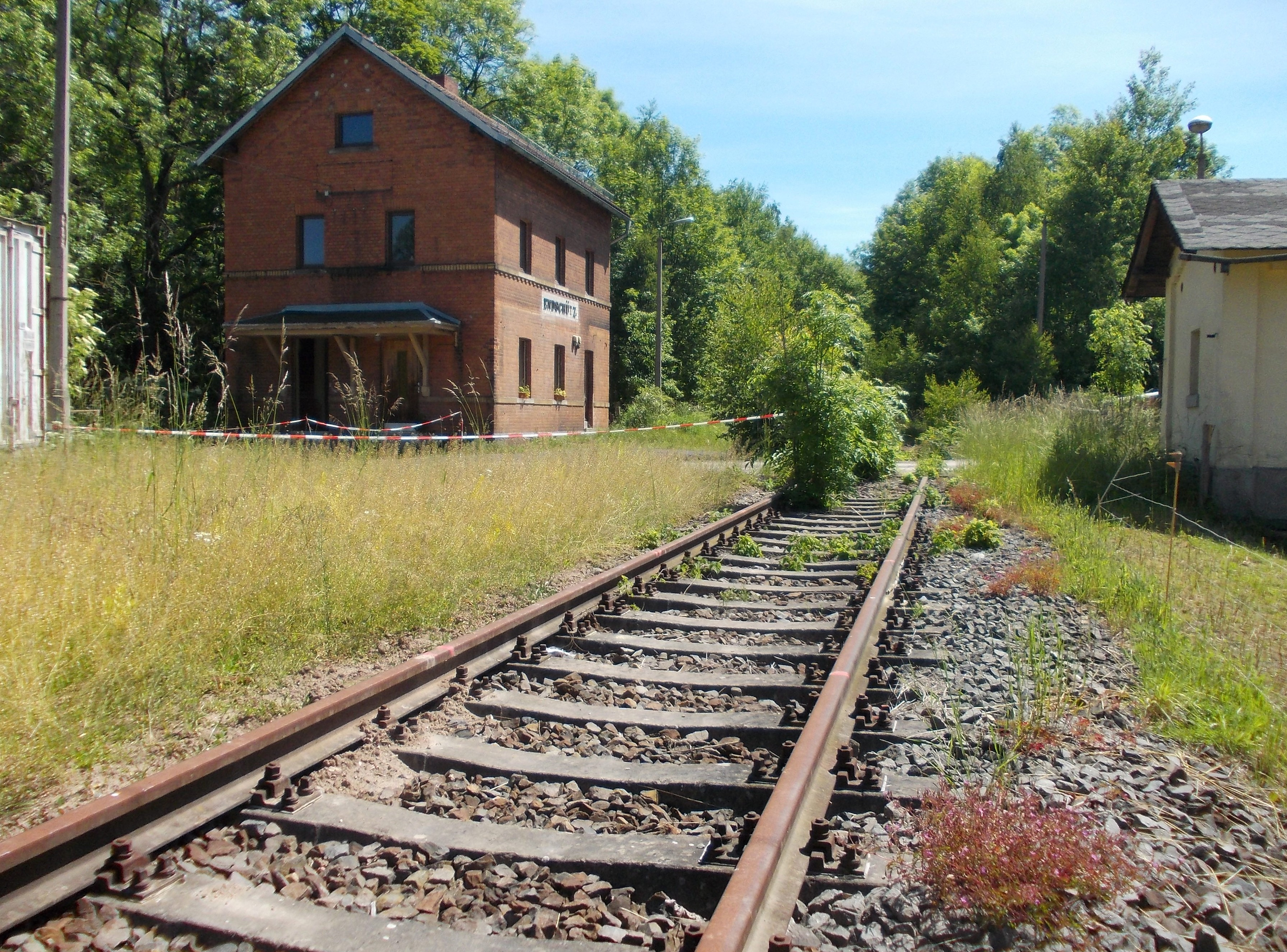
Haltepunkt Endschütz (2014)

Die Station Endschütz wurde am 1. Oktober 1893 eröffnet. Sie wurde bis 1905 als Haltestelle, bis 1974 als Bahnhof und seitdem wieder als Haltepunkt geführt. Bereits ein Jahr vor der Einstellung des Personenverkehrs zwischen Werdau und Wünschendorf (Elster) wurde der Haltepunkt seit dem 24. Mai 1998 nicht mehr bedient. Das Empfangsgebäude aus roten Ziegelsteinen ist am Standort noch vorhanden.
Wünschendorf (Elster) ⊙

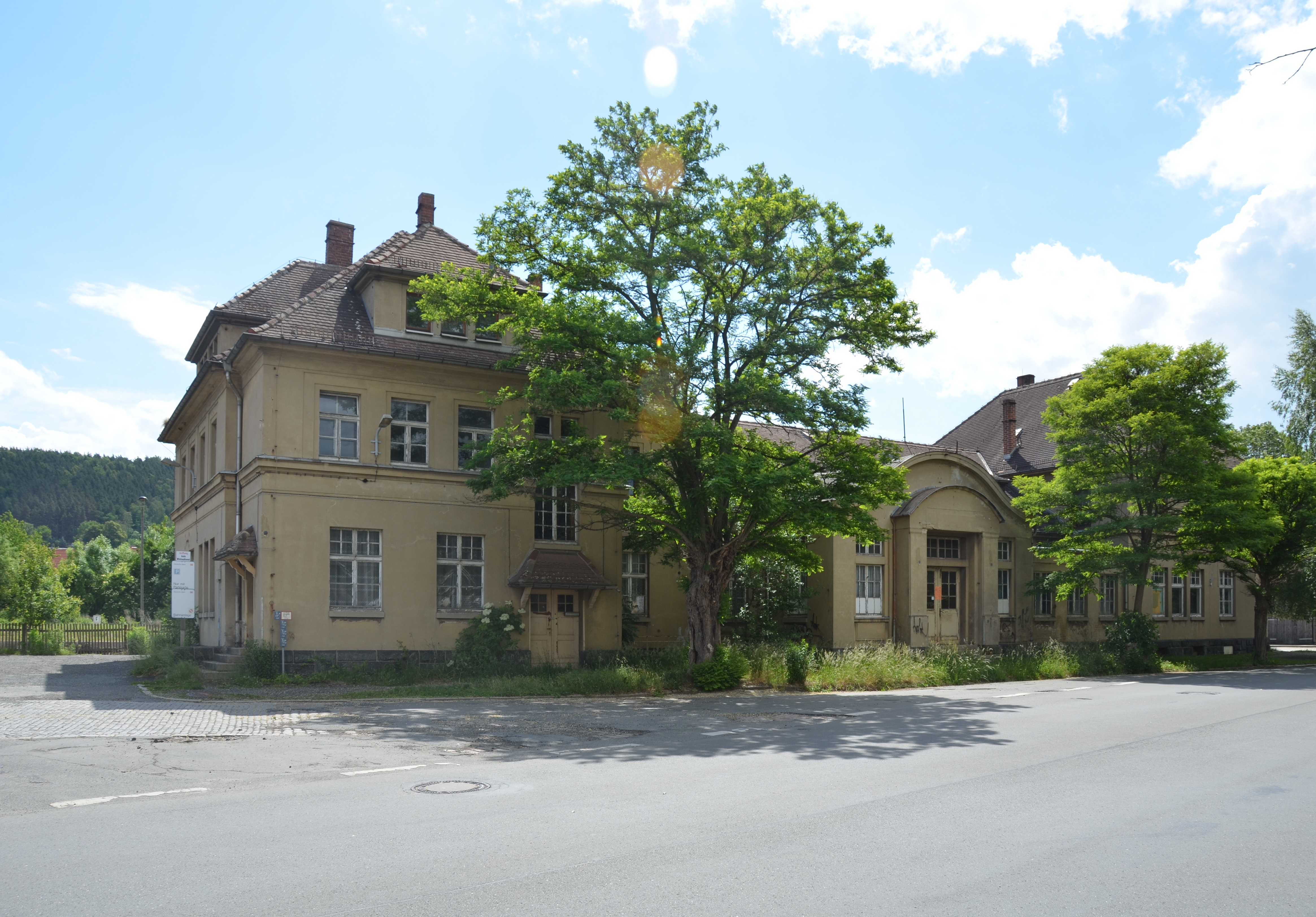
Bahnhof Wünschendorf (Elster) (2012)

Die Haltestelle Wünschendorf wurde am 17. Juli 1875 mit der Bahnstrecke Gera Süd–Weischlitz eröffnet. Nach der Eröffnung des Abschnitts Werdau–Wünschendorf–Weida der Bahnstrecke Werdau–Mehltheuer am 29. August 1876 erfolgte am 1. August 1884 die Hochstufung zum Bahnhof. Er trug folgende Namen:
- bis 1908: Wünschendorf
- bis 1911: Wünschendorf a. d. Elster
- seit 1911: Wünschendorf (Elster)

Nachdem der Abschnitt Wünschendorf (Elster) – Weida zum 1. Mai 1997 und der Abschnitt Werdau – Wünschendorf (Elster) zum 15. November 2000 stillgelegt wurde, ist der Bahnhof Wünschendorf (Elster) nur noch Halt an der Bahnstrecke Gera Süd – Weischlitz.
Weida ⊙

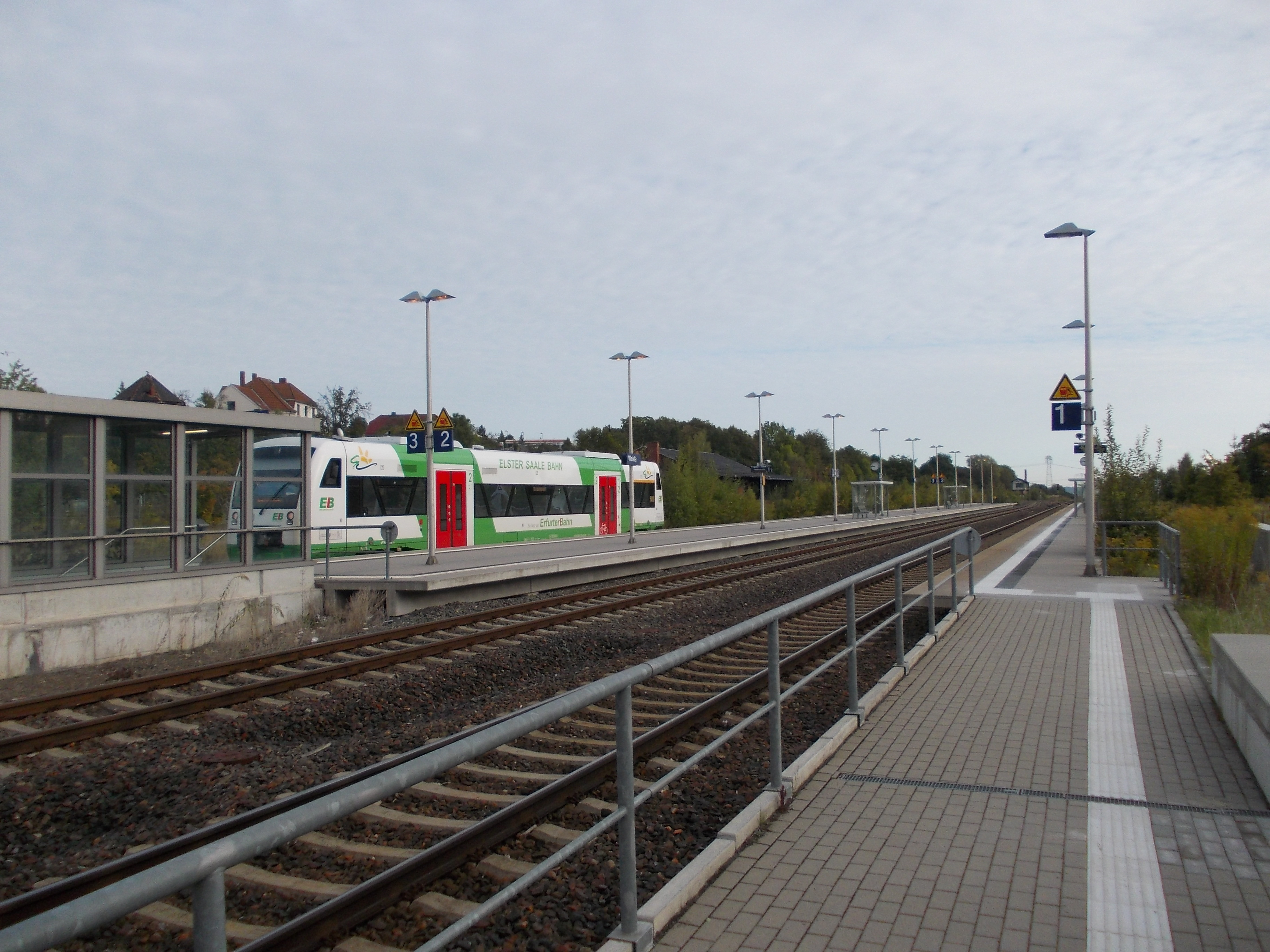
Bahnhof Weida (2012)

Die Station Weida wurde nördlich des Orts mit der am 20. Dezember 1871 erfolgten Eröffnung des Abschnitts Gera–Eichicht (heute:Kaulsdorf (Saale)) der durch die Preußische Staatsbahn betriebenen Bahnstrecke Leipzig–Probstzella in Betrieb genommen. Im gleichen Jahr wurde auch das preußische Empfangsgebäude eingeweiht. Mit der am 29. August 1876 erfolgten Eröffnung des Abschnitts Werdau–Wünschendorf–Weida der durch die Sächsische Staatsbahn betriebenen Bahnstrecke Werdau–Mehltheuer erhielt die Station Weida um 1885 auch ein sächsisches Empfangsgebäude. 1905 wurde die Station zum Bahnhof gewidmet. Zu dieser Zeit besaß der Bahnhof schon mehrere Hochbauten, wie Stellwerke, Güterschuppen, Wasserturm und ein Wohnhaus.
Der sächsische Bahnhof von Weida trug folgende Namen:
- bis 1911: Weida
- bis 1920: Weida Sächs Stb
- bis 1922: Weida Ost
- seit 1922: Weida

Der sächsische Teil des Bahnhofs wechselte 1922 von der Eisenbahndirektion Dresden zur Eisenbahndirektion Erfurt. Während bereits 1981 das sächsische Empfangsgebäude abgerissen wurde, traf das gleiche Schicksal im Jahr 2004 auch das preußische Empfangsgebäude. Die Bahnsteige wurden im Zuge der Modernisierung mit modernen Wartehäuschen versehen. Nach der Einstellung des Personenverkehrs auf dem Abschnitt Wünschendorf (Elster)–Weida zum 2. Juni 1996 verkehren im Bahnhof Weida Züge in Richtung Gera–Leipzig, Saalfeld und Mehltheuer–Hof.
Weida Mitte ⊙
Der Haltepunkt Weida Mitte wurde erst am 14. Juni 2002 eröffnet. Er befindet sich im Zentrum von Weida an der „Friedensstraße“. Der Haltepunkt verfügt über ein modernes Wartehäuschen.
Weida Altstadt ⊙
Die Haltestelle Weida-Altstadt wurde am 15. November 1883 eröffnet und 1905 zum Bahnhof gewidmet. Seit 1911 trägt sie die Bezeichnung Weida Altstadt. 1971 erfolgte die Herabstufung zum Haltepunkt. Das marode Empfangsgebäude ist nicht mehr in Betrieb. Die Station befindet sich im Süden von Weida an der „Berggartenstraße“/ „Gräfenbrücker Straße“.

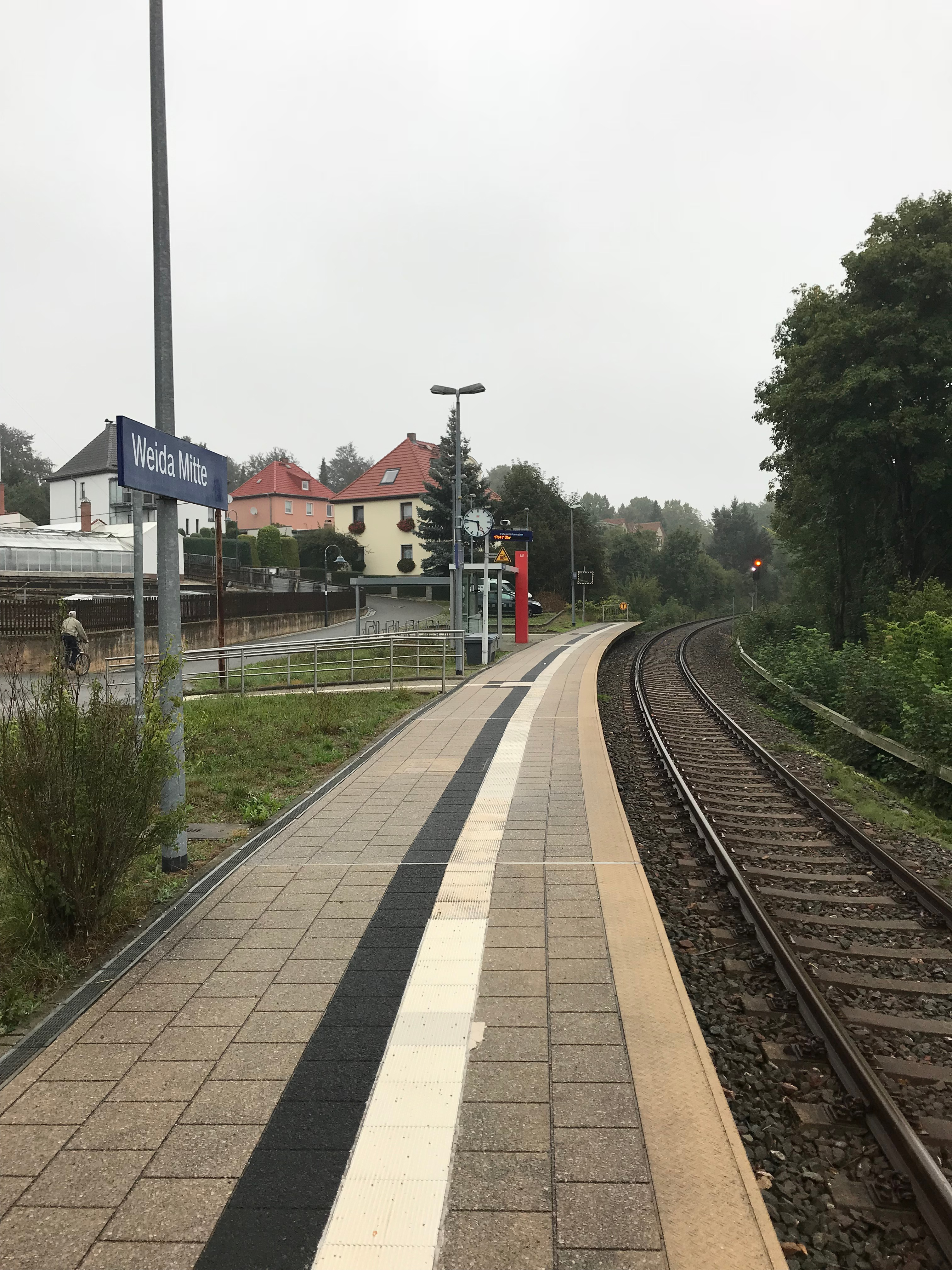
Haltepunkt Weida Mitte (2018)
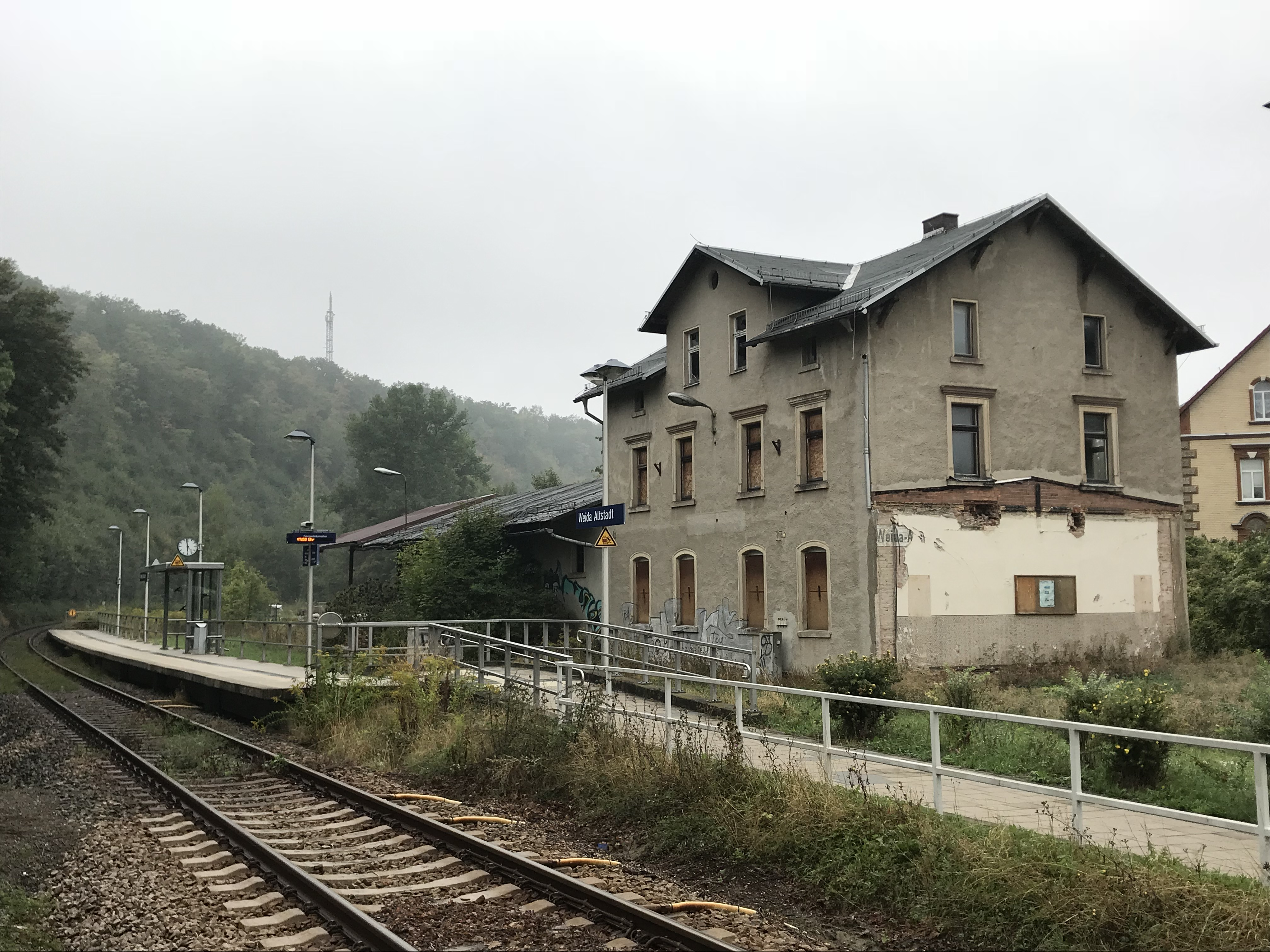
Haltepunkt Altstadt (2018)

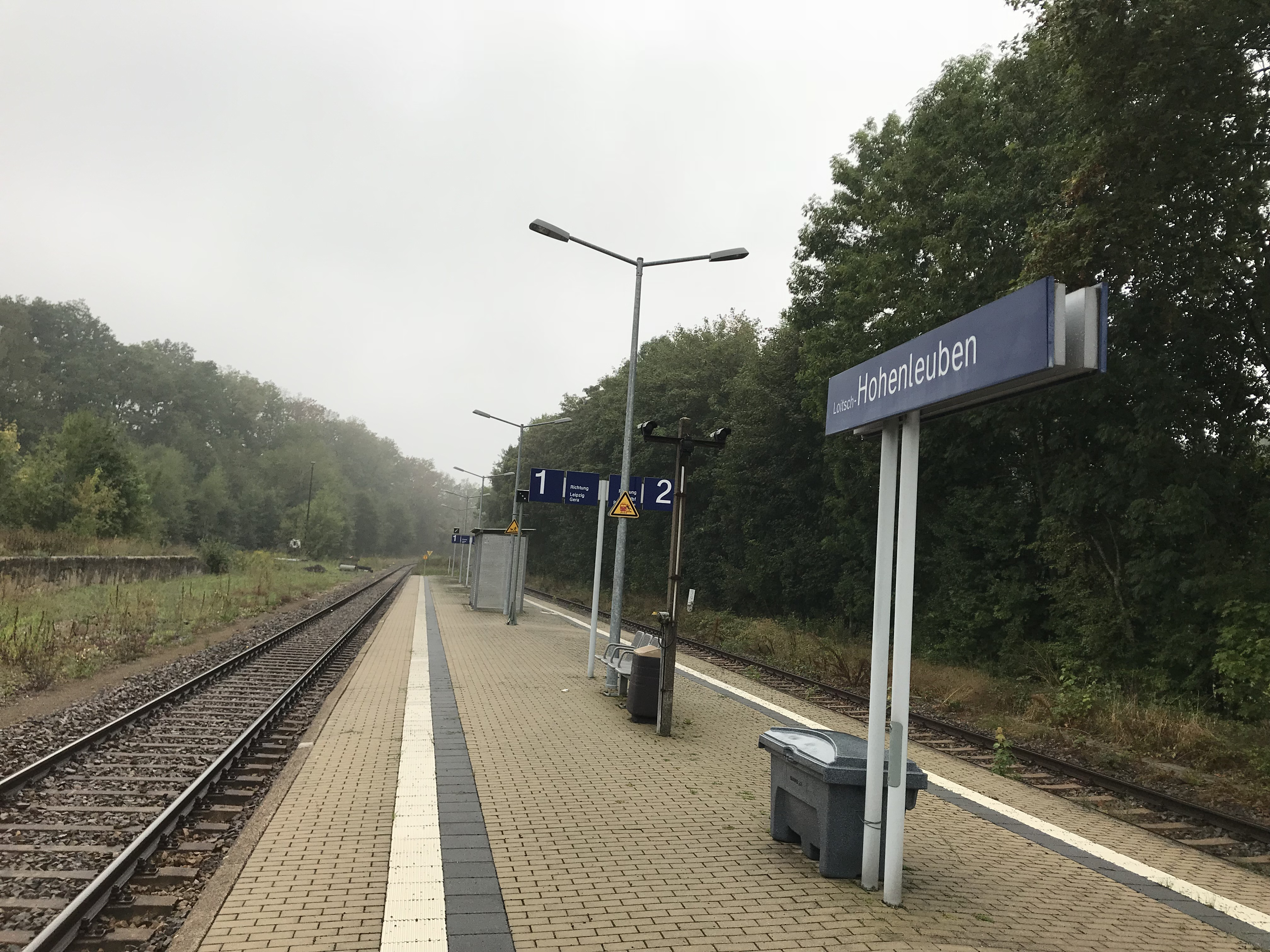
Bahnhof Loitsch-Hohenleuben (2018)

Loitsch–Hohenleuben ⊙
Die Haltestelle Loitsch-Hohenleuben wurde am 15. November 1883 eröffnet und 1905 zum Bahnhof gewidmet. Bis 1901 galt die Schreibweise Loitzsch-Hohenleuben. Das restaurierte Empfangsgebäude ist nicht mehr in Betrieb. Der Bahnhof befindet sich im Ort Loitsch am Zusammenfluss von Leuba und Weida.
Schüptitz ⊙
Der Haltepunkt Schüptitz wurde am 1. Oktober 1904 eröffnet. Er verfügt über ein Empfangsgebäude und eine hölzerne Wartehalle. Nachdem der Halt in Schüptitz 2011 eingestellt worden war, wurde er nach Bürgerprotesten im Jahr 2012 wieder eingeführt. Die Station besitzt in der Gegenwart auch ein modernes Wartehaus.
Hohenleuben ⊙

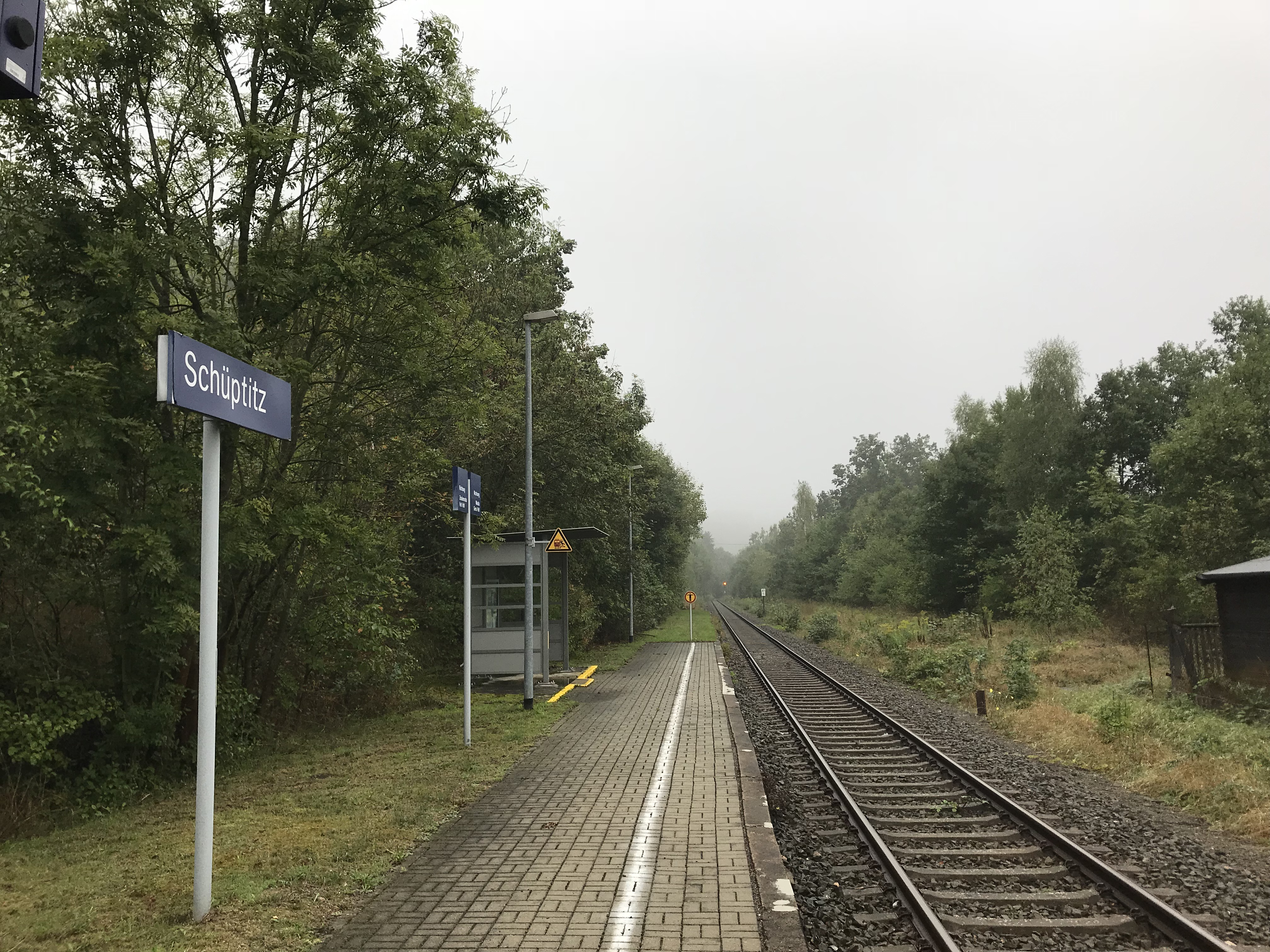
Haltepunkt Schüptitz (2018)
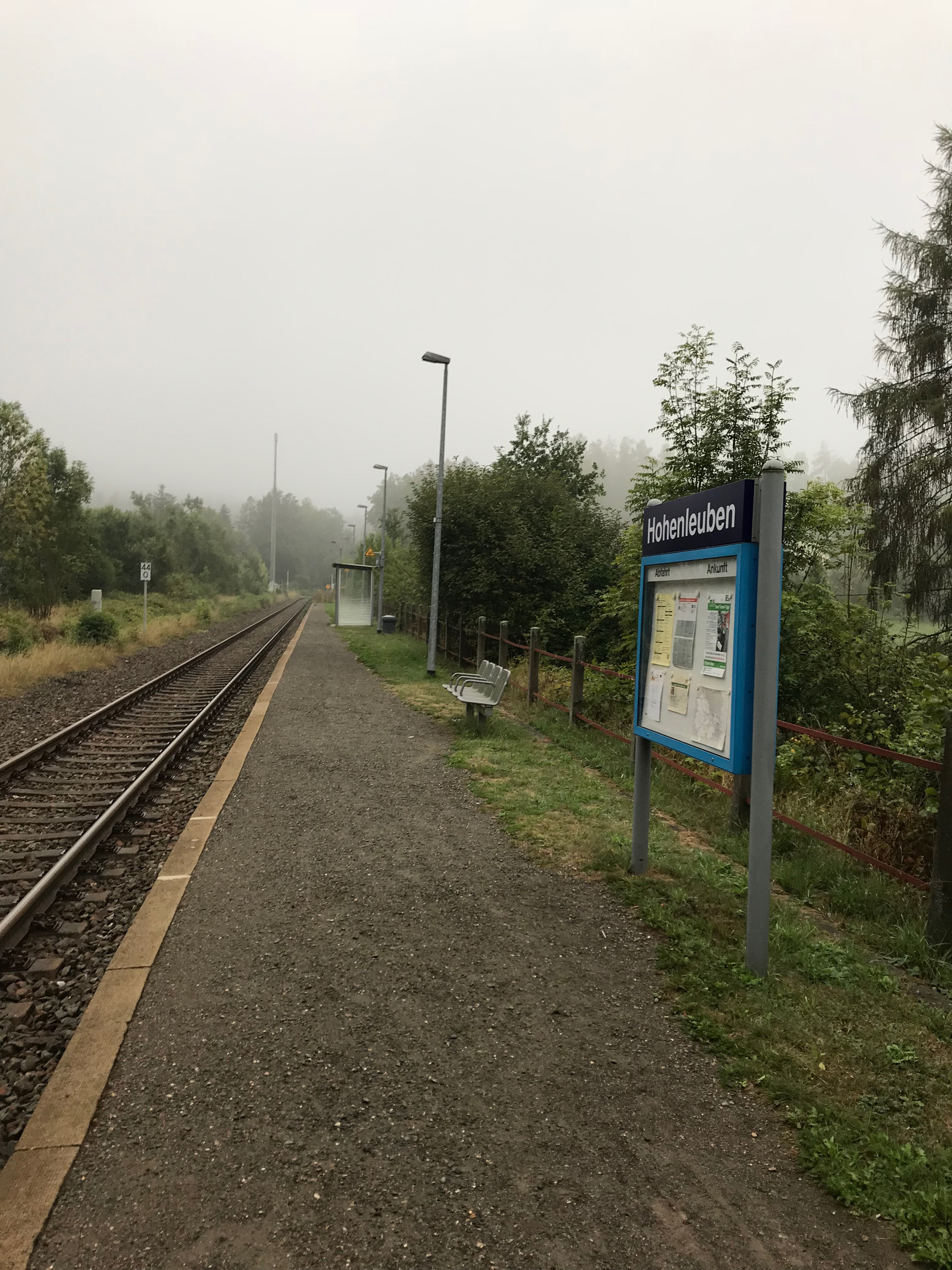
Haltepunkt Hohenleuben (2018)

Der Haltepunkt Hohenleuben wurde am 15. November 1883 unter dem Namen Reichenfels eröffnet. 1915 erfolgte die Umbenennung in Hohenleuben. Zwischen 1930 und 1950 war die Station als Bahnhof gewidmet. Das Empfangsgebäude wurde 2010 abgerissen. Der Haltepunkt befindet sich südwestlich der Burgruine Reichenfels, die der Station ihren ersten Namen gab. Hohenleuben befindet sich etwa zwei Kilometer im Nordosten.
Haltepunkt Triebes ⊙

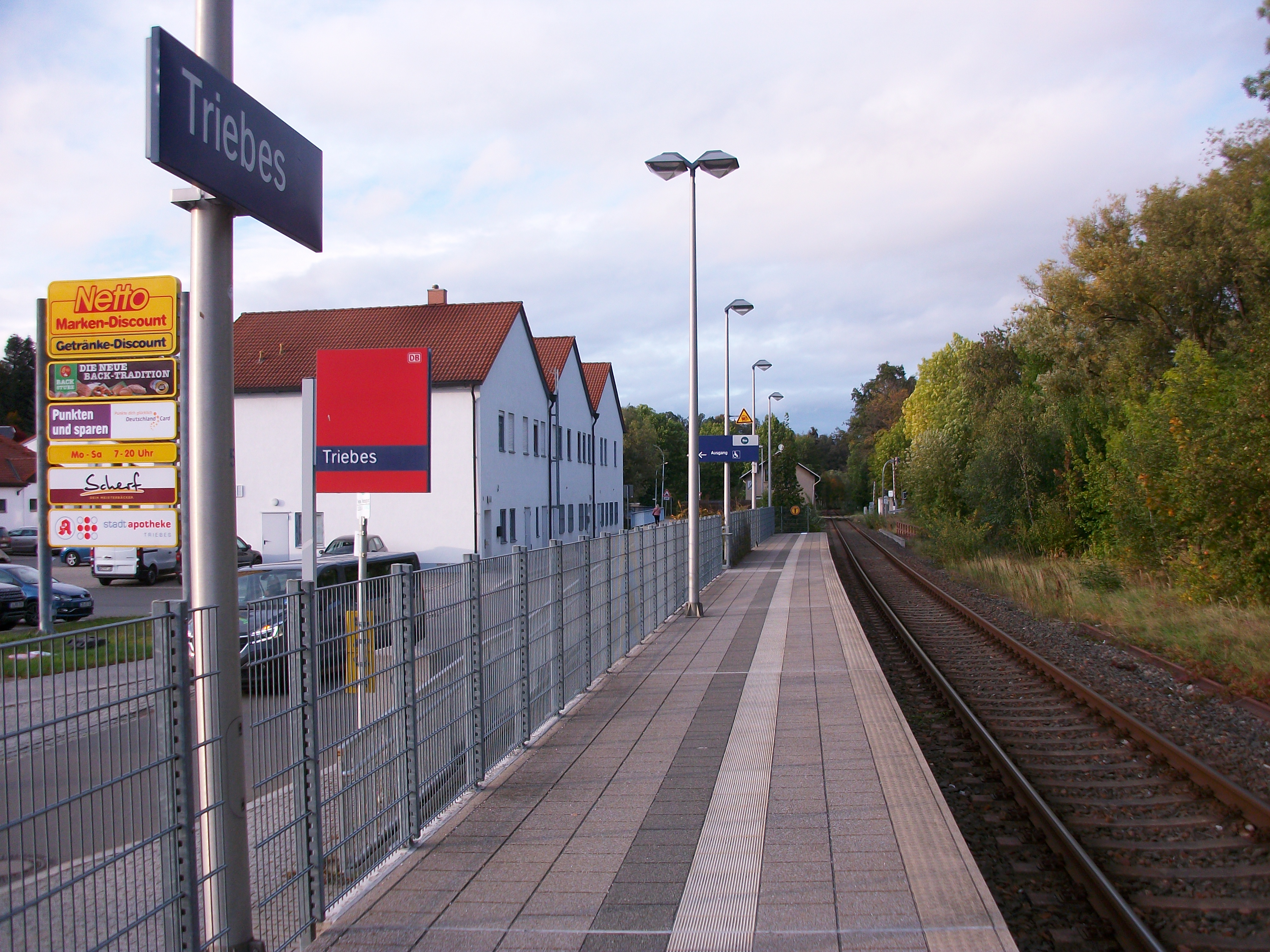
Haltepunkt Triebes (2020)

Mit der Verlegung des Halts im Stadtgebiet von Triebes in den Bereich eines Einkaufszentrums wurde im Jahr 2006 der Haltepunkt Triebes an der Straße „Triebesgrund“ eröffnet. Er befindet sich im Zentrum von Triebes am Ufer des gleichnamigen Flusses.
Bahnhof Triebes ⊙
Die Haltestelle Triebes wurde am 15. November 1883 eröffnet. Sie war zwischen 1885 und 1894 bzw. zwischen 1896 und 2006 als Bahnhof gewidmet. Das Empfangsgebäude aus dem Jahr 1912 wurde 2013 abgerissen. Mit der Verlegung des städtischen Halts an die Straße „Triebesgrund“ wurde der südlicher gelegene Bahnhof aufgelassen.
Zeulenroda unt Bf ⊙

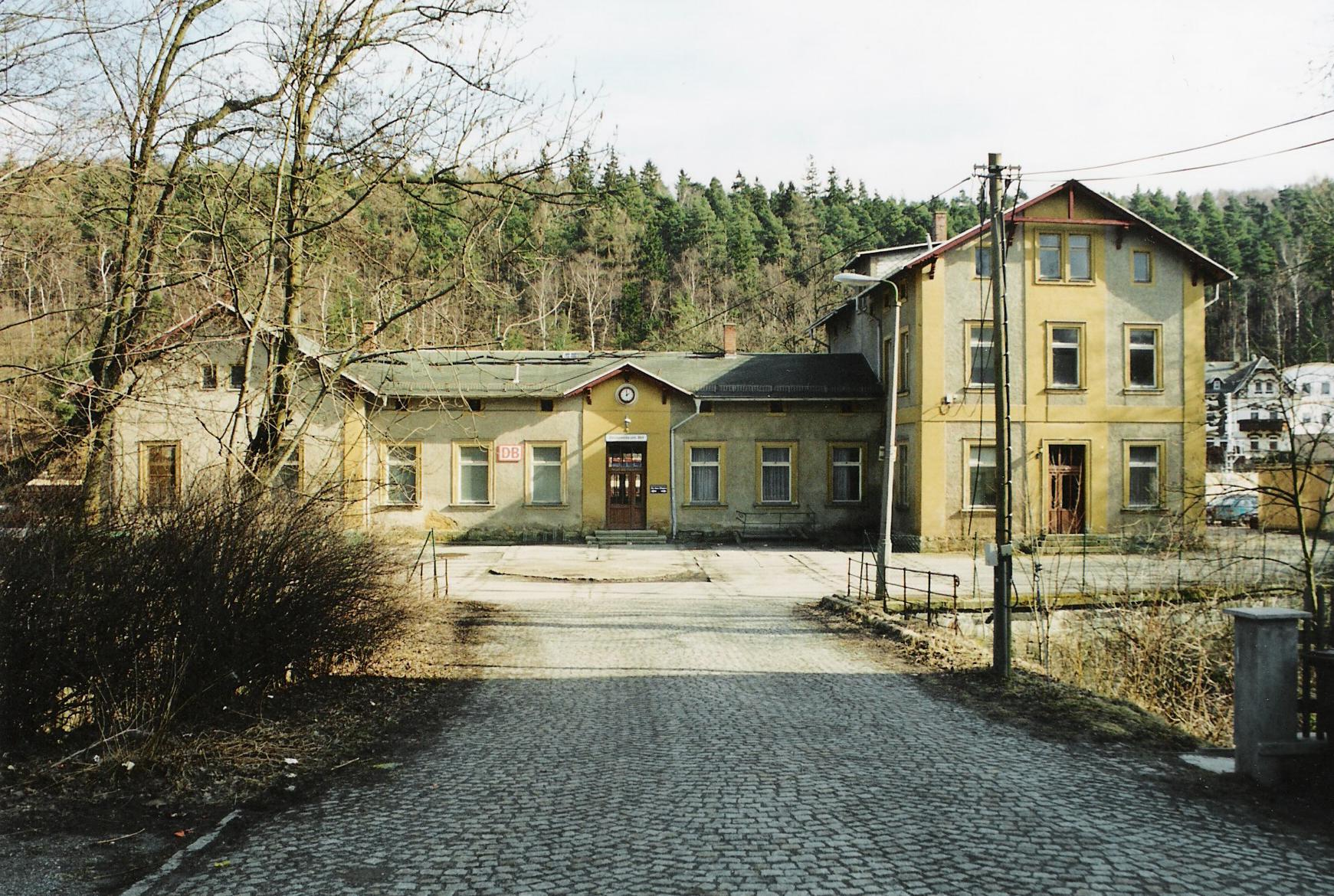
Zeulenroda unt Bf (2004)

In Zeulenroda unt Bf, der am 15. August 1883 eröffnet wurde, begann eine 3,7 km lange Stichstrecke, die den am Stadtrand gelegenen unteren Bahnhof mit dem zentrumsnahen oberen Bahnhof verband. Sie wurde am 1. September 1914 eröffnet und trug den Spitznamen „Stadtbahn“. Der Verkehr wurde dort 1996 eingestellt.
1987 erhielt die Betriebsstelle Lichtsignale und ein Stellwerk in sowjetischer EZMG-Technik.
Pöllwitz ⊙

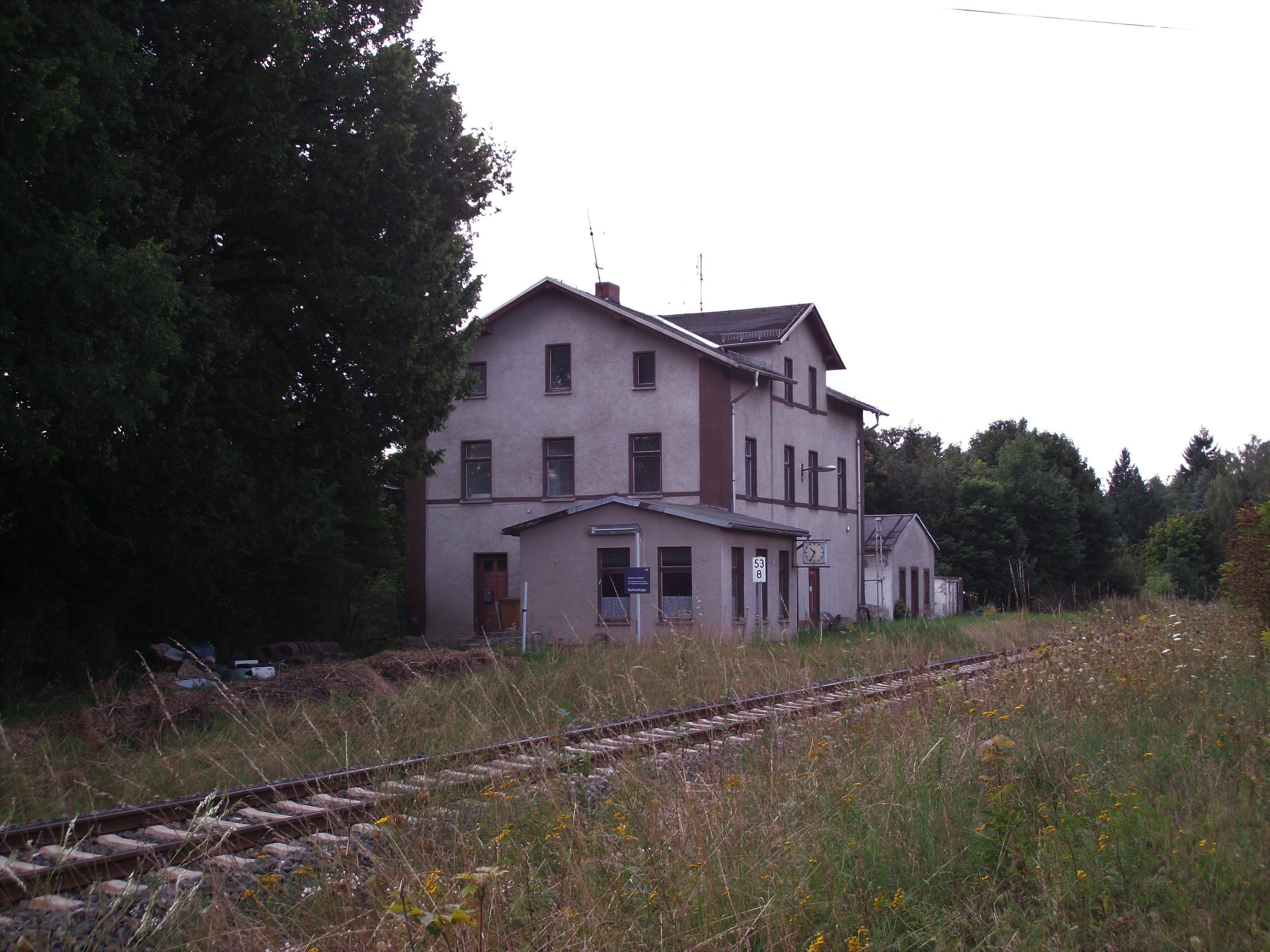
Bahnhof Pöllwitz, Empfangsgebäude (2021)

Die Anlagen des am 15. August 1883 eröffneten Bahnhofes Pöllwitz bestanden aus drei durchgehenden Gleisen, die zuletzt eine Nutzlänge von 643 m besaßen. 1987 erhielt die Betriebsstelle Lichtsignale und ein Stellwerk in sowjetischer EZMG-Technik. 1994 wurde der Wagenladungsverkehr eingestellt. Die Reisezughalte wurden 2011 abbestellt, die Betriebsstelle zum 30. Juni 2017 aufgelassen.
Westlich des Bahnhofs fließt die Triebes, die in diesem Bereich die Grenze zwischen dem thüringischen und sächsischen Vogtland (äußerster nordöstlicher Zipfel) bildet.
Pausa ⊙

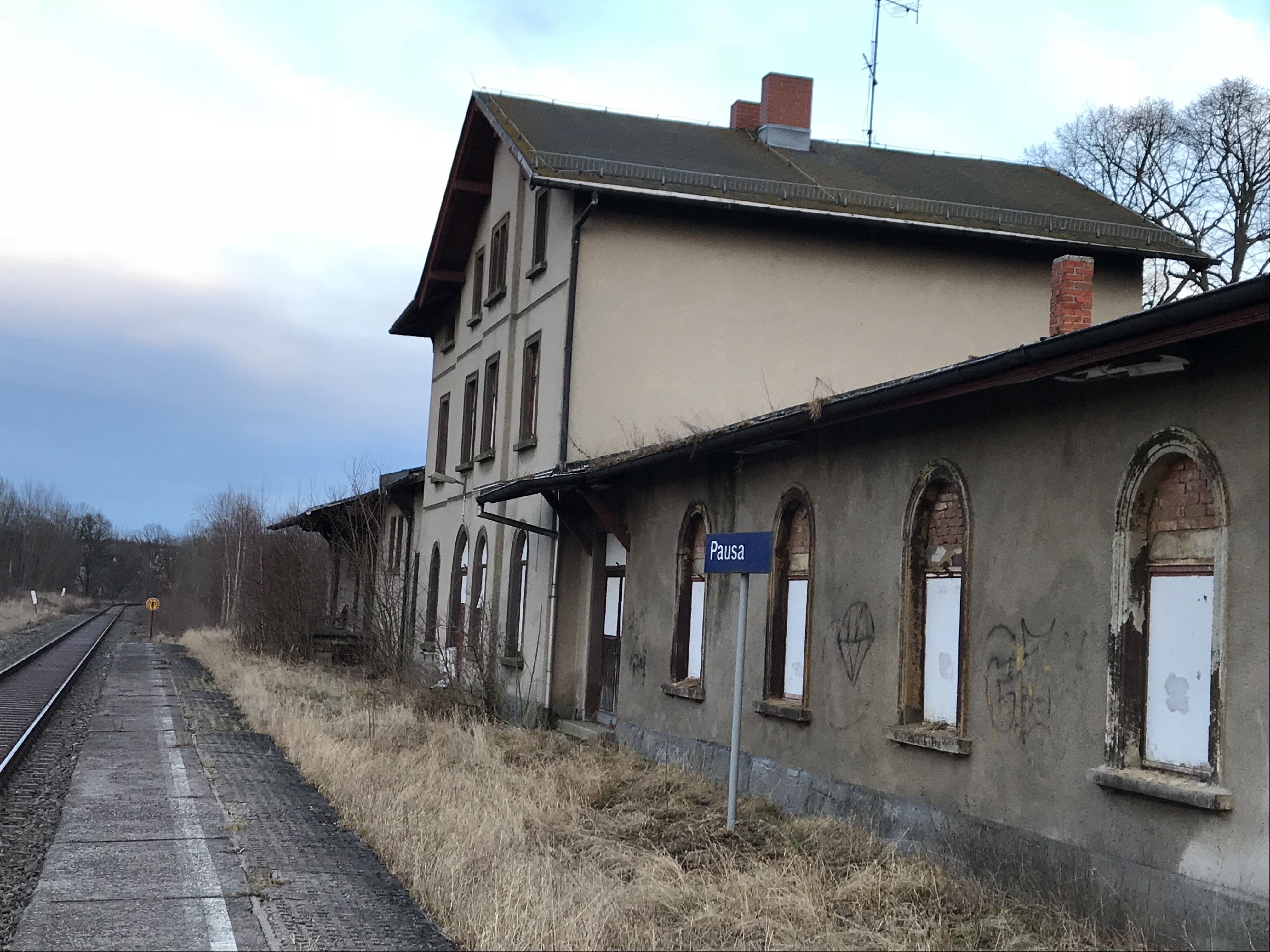
Ehemaliger Bahnhof Pausa, Gleisseite (2018)

Die Haltestelle Pausa wurde am 15. November 1883 eröffnet und 1905 zum Bahnhof gewidmet. 1970 erfolgte die Herabstufung zum Haltepunkt. Neben dem Empfangsgebäude sind auf dem Areal auch Güterschuppen, Wirtschaftsgebäude und die Bahnmeisterei erhalten. Der Haltepunkt Pausa wird aktuell nicht mehr im Personenverkehr bedient.
Neben dem Endbahnhof Mehltheuer war Pausa auf dem Abschnitt Weida–Mehltheuer bis 1952 der einzige sächsische Bahnhof. Der Ort kam 1952 zum Bezirk Gera, 1990 zu Thüringen und erst 1992 per Volksentscheid wieder zu Sachsen.
Bernsgrün ⊙

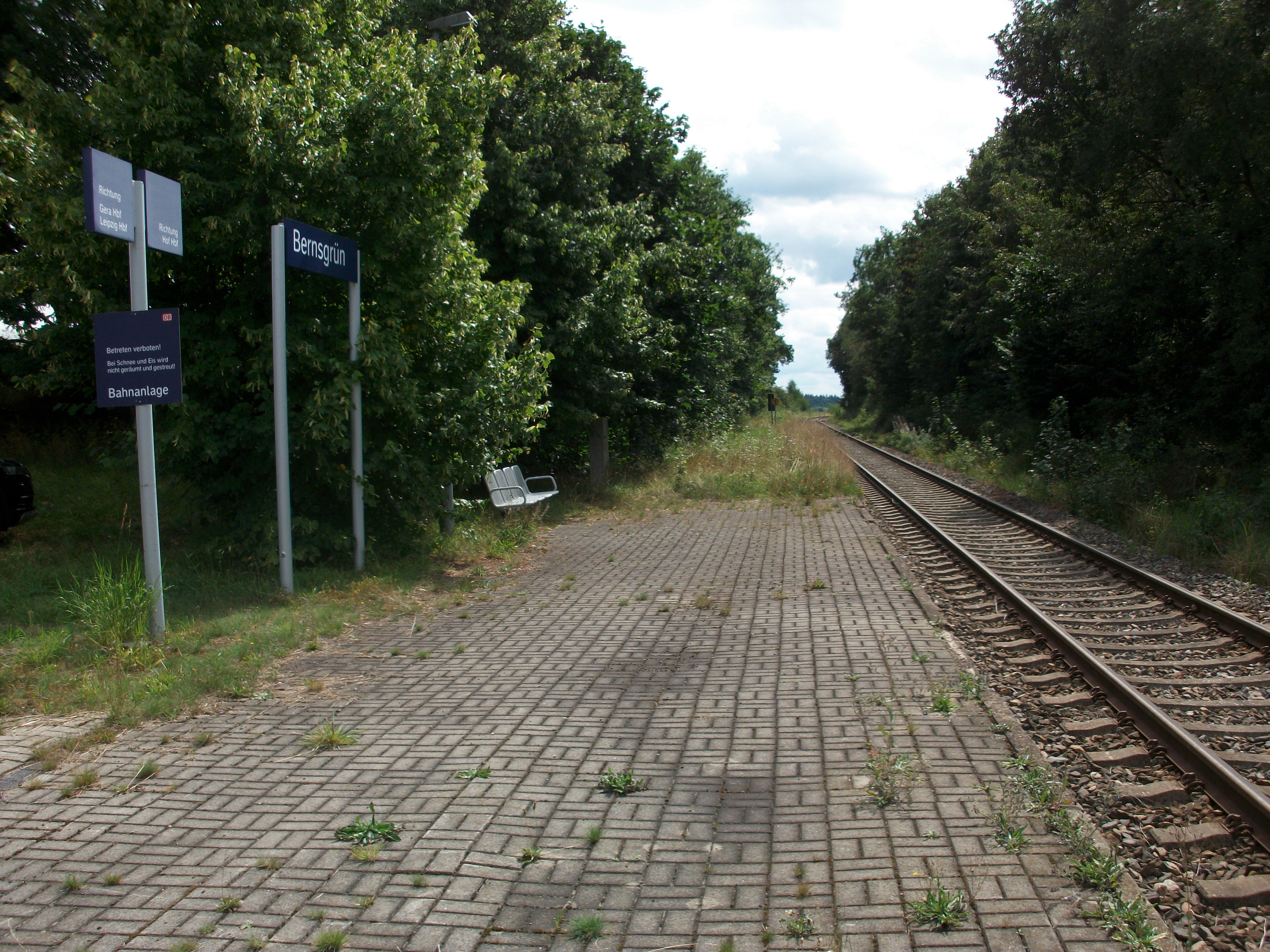
Haltepunkt Bernsgrün (2021)

Der Haltepunkt Bernsgrün wurde am 1. Oktober 1885 eröffnet und am 11. Dezember 2011 aufgelassen. Bereits 2002 war die Wartehalle abgerissen worden. Der reußische, ab 1920 thüringische Haltepunkt Bernsgrün lag zwischen den sächsischen Stationen Pausa und Mehltheuer.
Mehltheuer ⊙

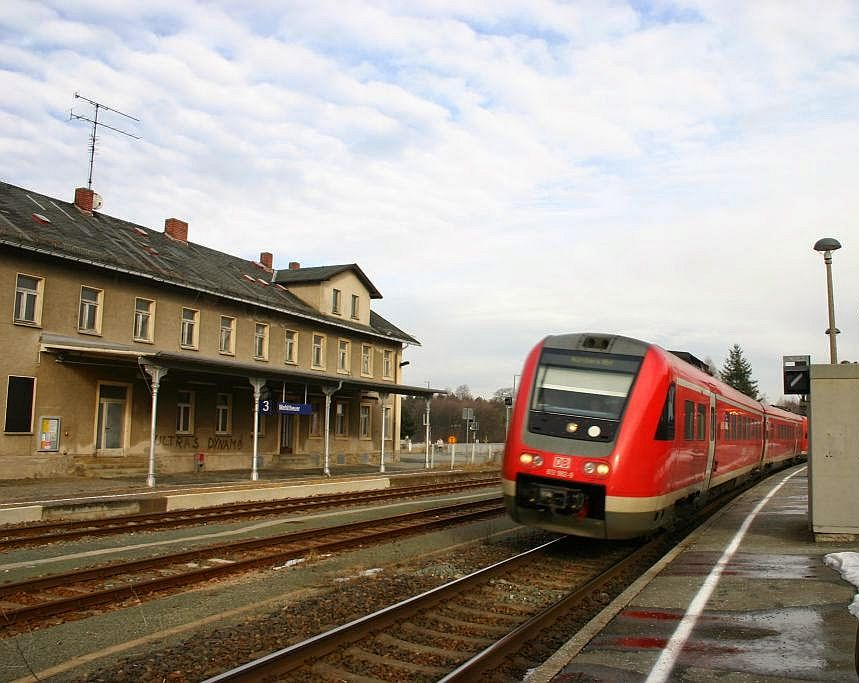
Bahnhof Mehltheuer, ehemaliges Empfangsgebäude

Der am 20. November 1848 an der Bahnstrecke Leipzig–Hof eröffnete Bahnhof Mehltheuer erhielt erst nach der Eröffnung der Bahnstrecke Werdau–Weida–Mehltheuer eine größere Bedeutung. Die Station wurde in den 1880er Jahren großzügig erweitert, zusätzlich entstand eine kleine Lokstation. Die nächsten größeren Veränderungen fanden unmittelbar nach dem Zweiten Weltkrieg statt, als mehrere Gleise demontiert wurden. Von den ehemals 29 Gleisen sind heute noch sieben vorhanden, zusätzlich besteht noch ein Anschlussgleis zu einem Flüssiggaslager.

### Ingenieurbauten
Viadukt Oschütztal

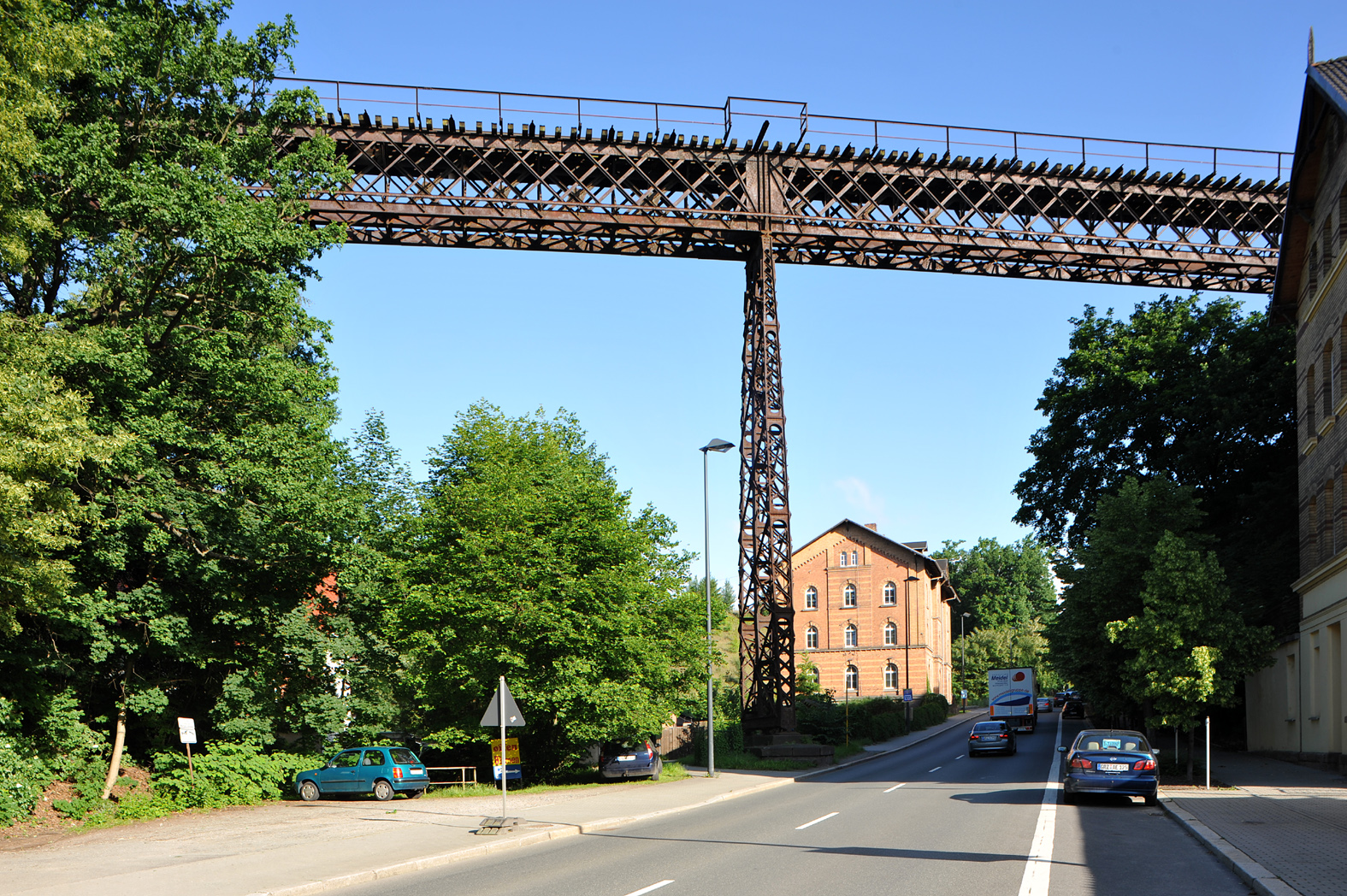
Viadukt Oschütztal (2009)

Der Viadukt über das Oschütztal in Weida ist das längste und bedeutendste Brückenbauwerk der Strecke. Die 185 Meter lange und 28 Meter hohe Fachwerkbrücke ist als Pendelpfeilerviadukt ausgeführt und steht heute unter Denkmalschutz. Seit 1983 wird sie aus statischen Gründen nicht mehr befahren; der Abzweig wurde weiter nach Süden verlegt.
Tunnel
Die Eisenbahnstrecke hat heute zwei Tunnel, den 79 Meter langen Osterburg-Tunnel zwischen Weida Mitte und Weida Altstadt und den 71 Meter langen Vipsburg-Tunnel zwischen Weida Altstadt und Loitsch-Hohenleuben. Die Beseitigung des 97 Meter langen Schüptitz-Tunnels erfolgte im Jahr 1929, weil sonst erhebliche Aufwendungen für Teilerneuerungen notwendig gewesen wären. Von der sicheren Lagerung des Gesteins in diesem neu entstandenen offenen Einschnitt kann man wohl folgern, dass auch im Vipsburg-Tunnel angesichts der ganz ähnlichen örtlichen und geologischen Verhältnisse keine erheblichen Kräfte im Deckgebirge ausgelöst werden dürften, die den Bestand des Vipsburg-Tunnels gefährden könnten.

## Fahrzeugeinsatz
Auf beiden Streckenästen dominierte in den 1990er Jahren die DR-Baureihe 119 den Personenverkehr, die bei Lokmangel durch die DR-Baureihe V 100 oder für Füllleistungen durch die DB-Baureihe 628 ergänzt wurde. Ab 1992 wurde zwischen Weida und Mehltheuer erstmals die DR-Baureihe V 200 eingesetzt, die Sandzüge für den Streckenausbau Plauen–Hof zog und sich wenig später den Dienst vor Kesselwagenzügen mit der DR-Baureihe 119 teilte. In den Jahren von 1997 bis 1999 gab es ein Zugpaar mit Milchwagen von und nach Italien, das von zwei Lokomotiven der DR-Baureihen 119, 130 oder in Mischbespannung beider Baureihen gefahren wurde. Ab 1997 wurden von Hof aus auch Maschinen der DB-Baureihe V 100 vor Reisezügen nach Weida eingesetzt, unter denen die 2005 beim Brand im DB-Museum Nürnberg zerstörte Museumslokomotive V 100 1023 die prominenteste war.
Für den Vier-Länder-Express kam die DB-Baureihe 218 auf der Strecke zum Einsatz. Die seit Dezember 2006 verkehrenden Regionalexpress-Züge verkehrten mit der DB-Baureihe 612. Auf der Regionalbahn-Linie 103 fuhren Triebwagen der DB-Baureihe 642 (Desiro Classic). Die Erfurter Bahn setzt Stadler Regio-Shuttle RS1 ein.
Im Güterverkehr verkehrt werktags seit 2008 ein Zugpaar der Maxhütte (Stahlwerk Unterwellenborn) in Richtung Tschechien, planmäßig bespannt von der Stammlok 76 111 des Stahlwerks Thüringen den Zug.

## Unfälle
- Am 8. November 1963 entgleisten zwischen Seelingstädt und Trünzig mehrere Wagen des Eilzugs E 265. Dabei wurden 16 Reisende verletzt.[26]
- Am 16. Oktober 1995 stießen zwischen Teichwolframsdorf und Langenbernsdorf ein umgeleiteter Interregio und ein Regionalbahnzug frontal zusammen. Dabei waren zwei Todesopfer und 15 Verletzte zu beklagen. Die Regionalbahn war im Bahnhof Teichwolframsdorf abgefahren, ohne die vorgesehene Kreuzung mit dem Interregio abzuwarten. Da der Zugführer der Regionalbahn wenige Tage nach dem Unfall seinen Verletzungen erlag, konnten die genauen Umstände der unzulässigen Abfahrt nicht geklärt werden.[27] Die Lokomotiven der beteiligten Züge waren die 232 476 (Interregio) und 202 836 (Regionalbahn).